# Центральный музей Военно-воздушных сил

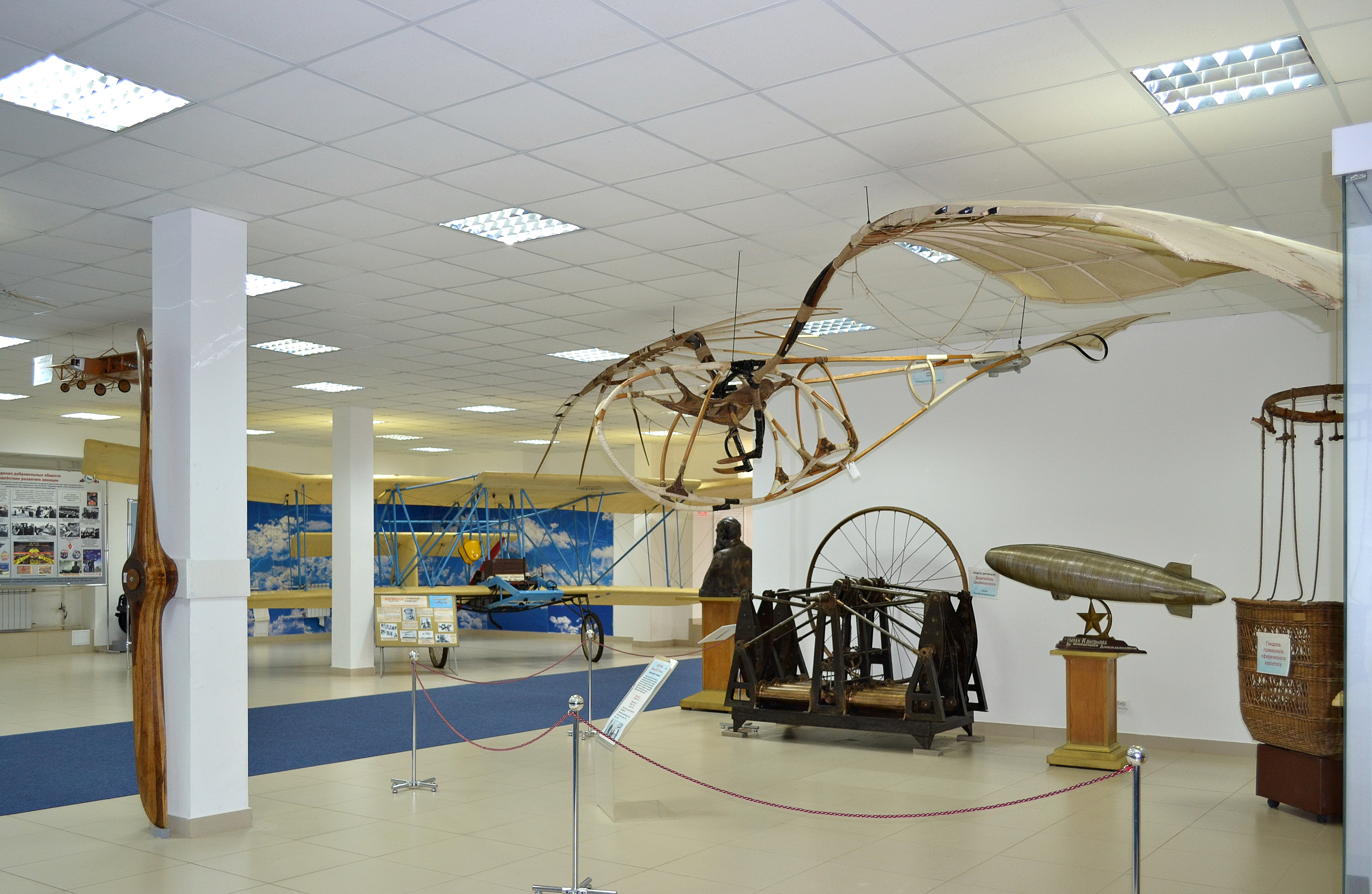
Выставка в центральном зале музея

Центра́льный музе́й Вое́нно-возду́шных сил — один из крупнейших музеев авиации в Европе, сохраняющий историю создания и развития военной авиации в России. Располагается в посёлке Монино. Экспонаты расположены под открытым небом, а также в трёх залах-ангарах и двух залах. Является филиалом Центрального музея Вооружённых сил.

## История музея
В 1956 году смешанная авиационная дивизия на аэродроме Монино, длина ВПП которого всего в 1300 м не позволяла использовать перспективные типы самолётов, была расформирована, а её помещения были переданы для организации музея. Создан 28 ноября 1958 года. Постепенно музею передавались экспонаты, организаторы готовили экспозицию к открытию, и 23 февраля 1960 года оно состоялось. На момент открытия в собрании музея находились эксплуатируемые и экспериментальные самолёты и вертолёты. Первым начальником музея стал майор Константин Петрович Данилин.
Музей ВВС в Монине в середине 1990-х годов часто менял руководство, более того, гражданская должность руководителя была упразднена, а вместо неё была введена должность руководителя в статусе военнослужащего.
Музей обладает обширной экспозицией вертолётов и самолётов как гражданского, так и военного назначения, а также оружия, инструментов, униформы, художественных работ. В 2020 году собрание музея насчитывало более 54 тысяч экспонатов, в том числе: 194 летательных аппарата, 118 образцов авиационных двигателей, 5152 единицы предметов техники: воздушных винтов, авиационного оборудования и вооружения. 90 музейных предметов имеют сертификат памятника науки и техники.
По состоянию на 2017 год музей имеет 3 основных музейных отдела: научно-фондовой работы, научно-экспозиционной работы и научно-просветительской работы. Количество посетителей музея постоянно увеличивается, среди них военные, студенты, рабочие, школьники и другие социальные категории. Ежедневно в музее проводятся экскурсии для всех желающих, их частыми участниками являются иностранные туристы. В музее уже побывали посетители из более чем 80 стран мира.
По сообщению музея, организация экскурсионного обслуживания позволяют ему ежегодно принимать в среднем до 200 тысяч человек и проводить до 1500 экскурсий.

## Начальники музея
- Данилин, Константин Петрович (1958—1961)
- Щербаков, Алексей Иванович (1961—1972)
- Фёдоров, Сергей Яковлевич (1972—1989)
- Горбачёв, Владимир Александрович (1989—1992)
- Толков, Владимир Николаевич (1992—1996)
- Яблонских, Александр Юрьевич (1996—2000)
- Гончаров, Александр Владимирович (2000—2019)
- Зарубецкий, Александр Михайлович (с 2019)

## Экспонаты музея

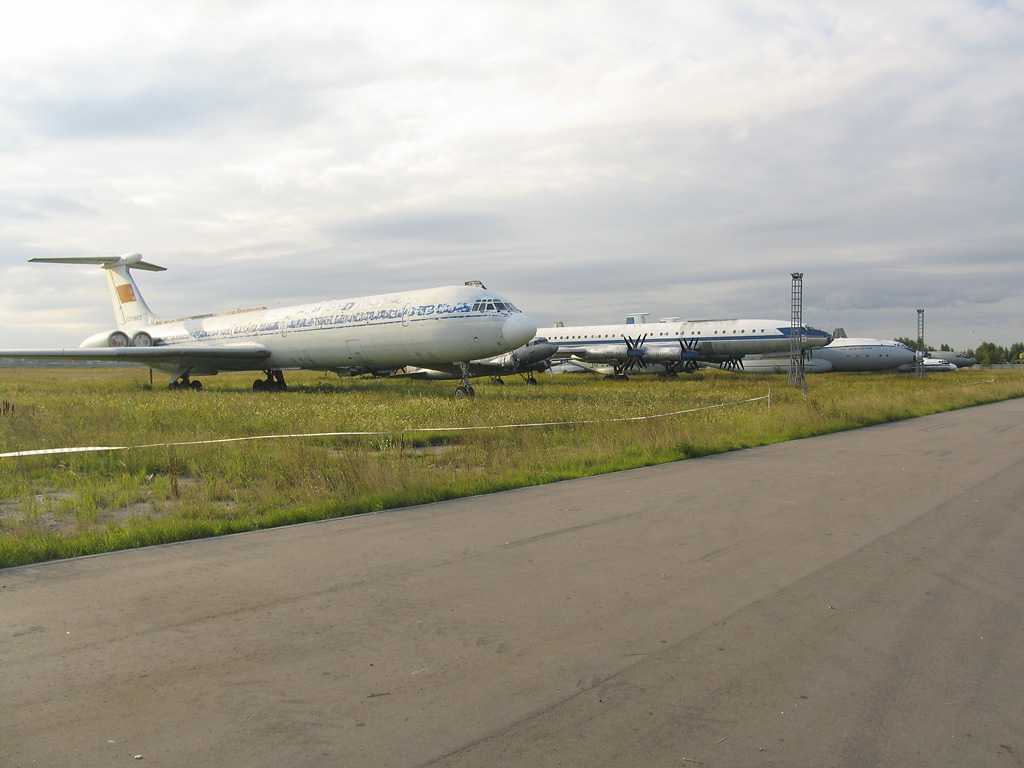
В музее

- Самолёты, вертолёты — от самых первых до современных
- Авиационные моторы
- Крылатые ракеты
- Документы по истории авиации
- Самолётное вооружение и средства спасения

## Фотографии с экспозиции

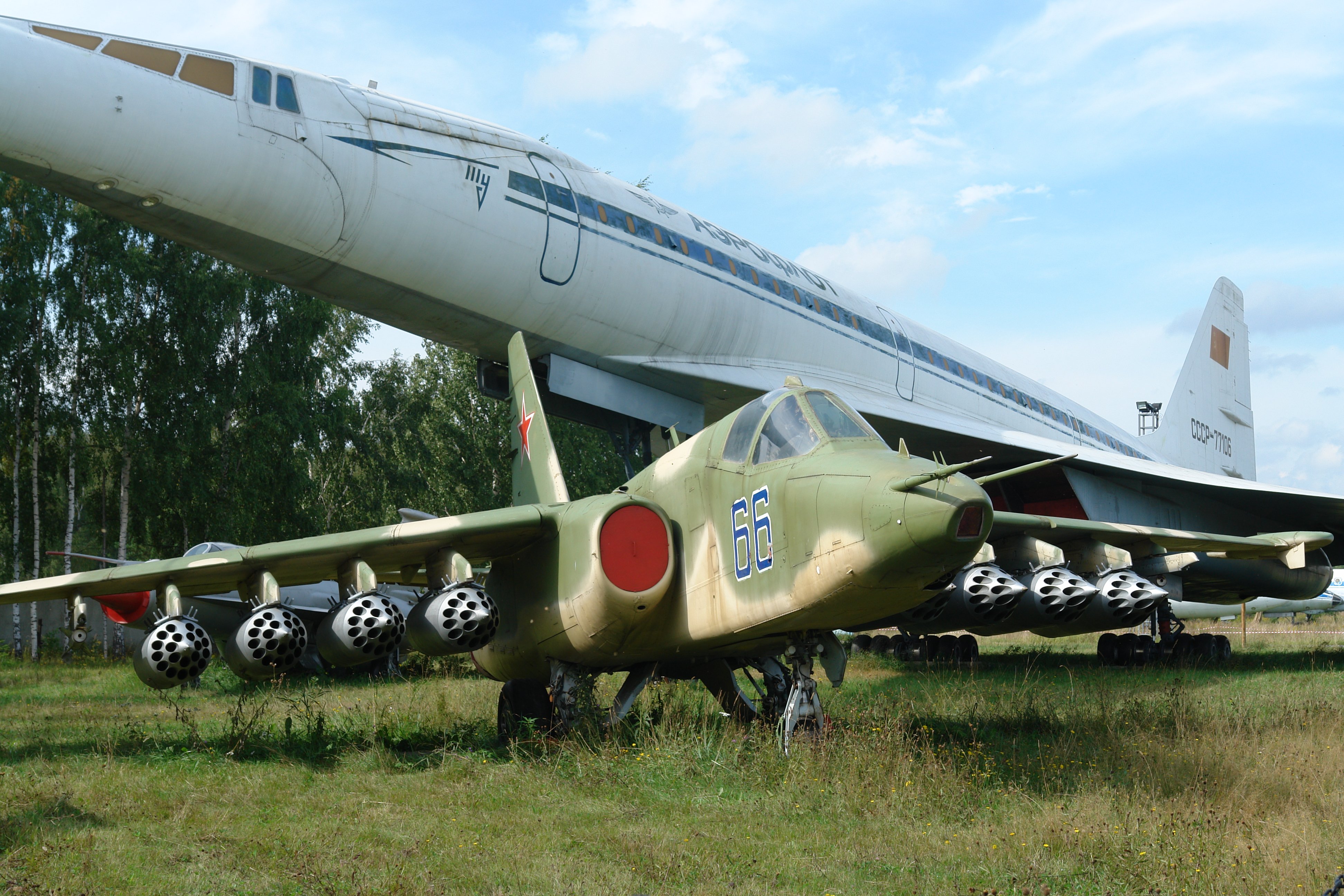
Су-25

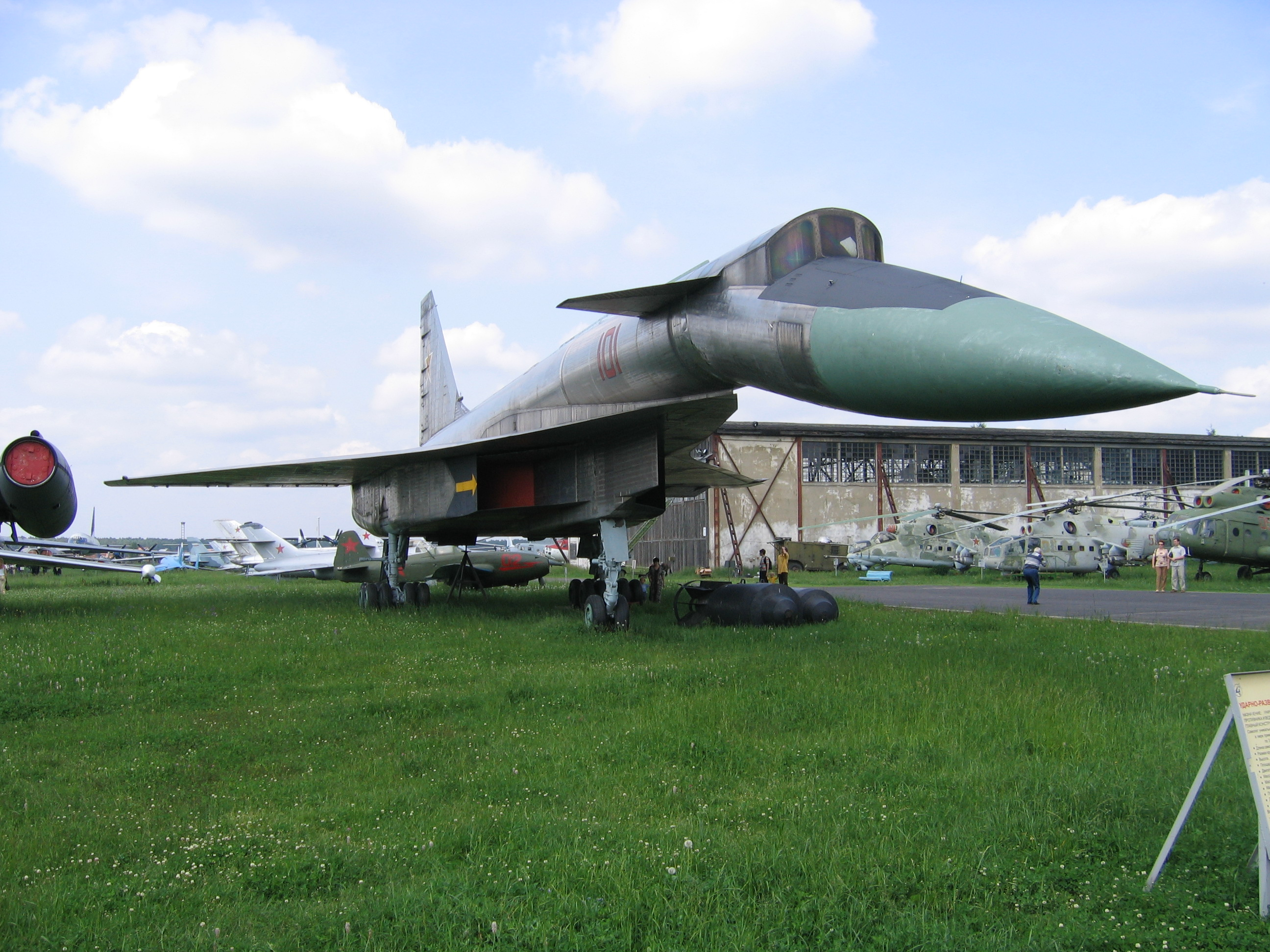
Т-4
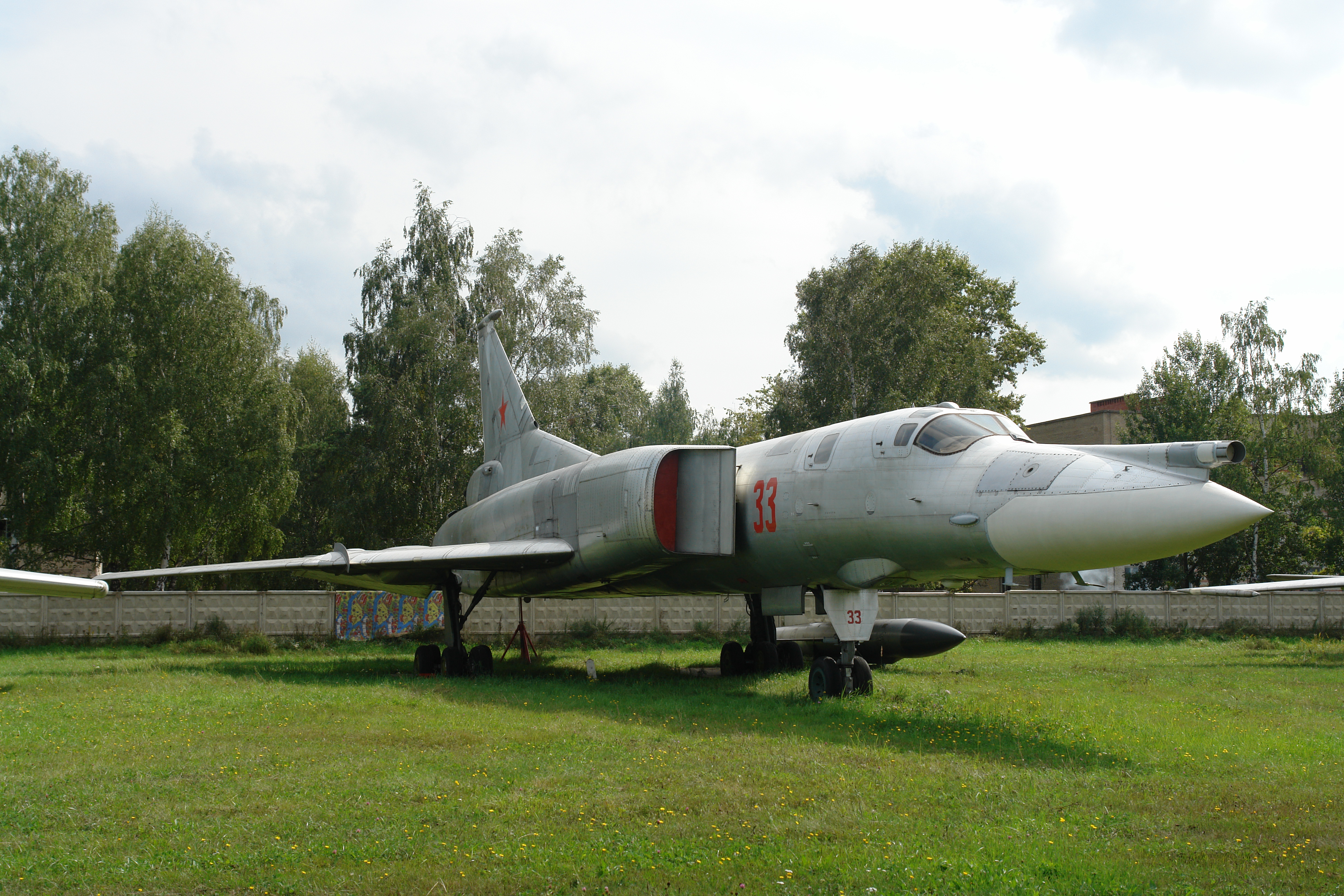
Ту-22М
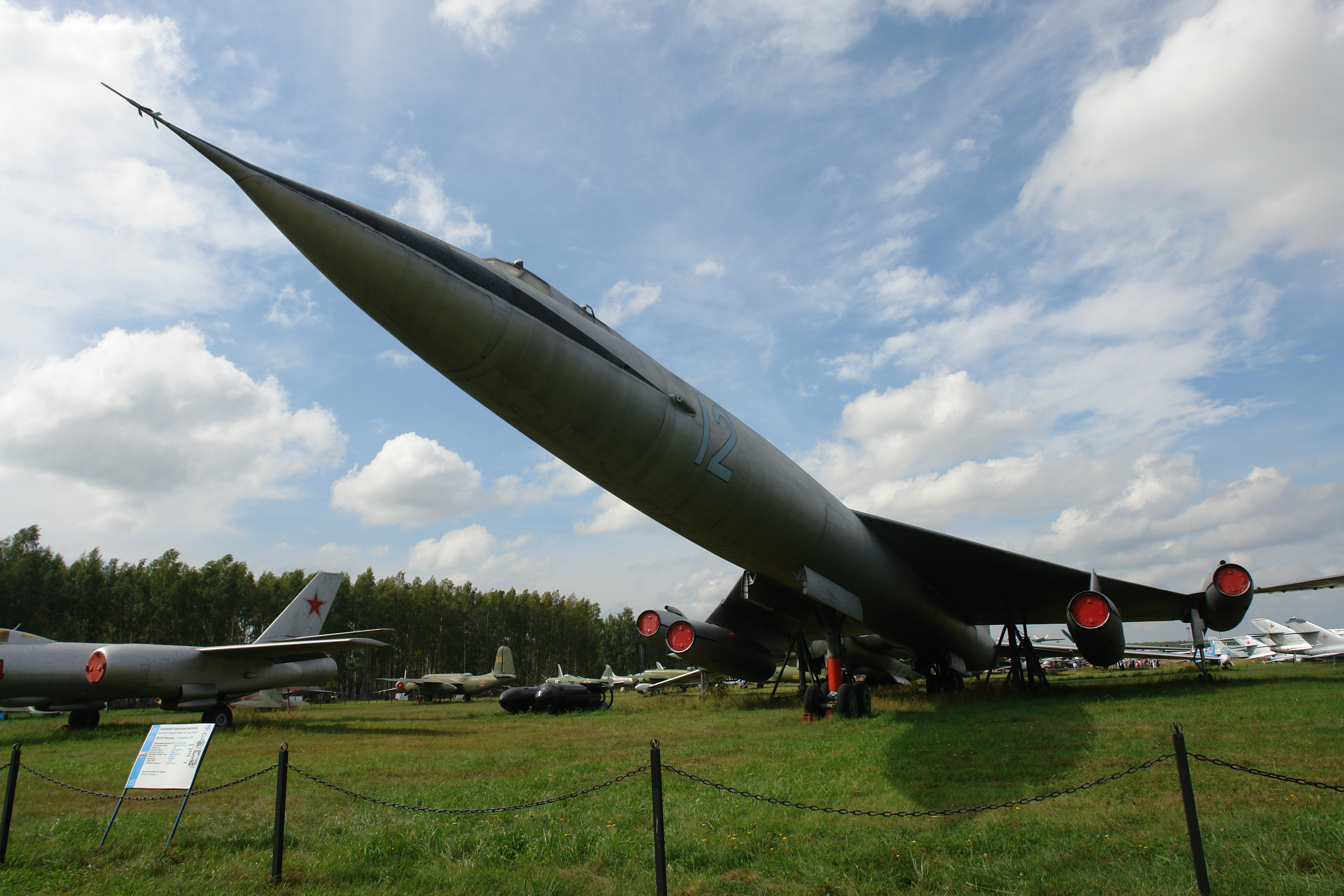
М-50
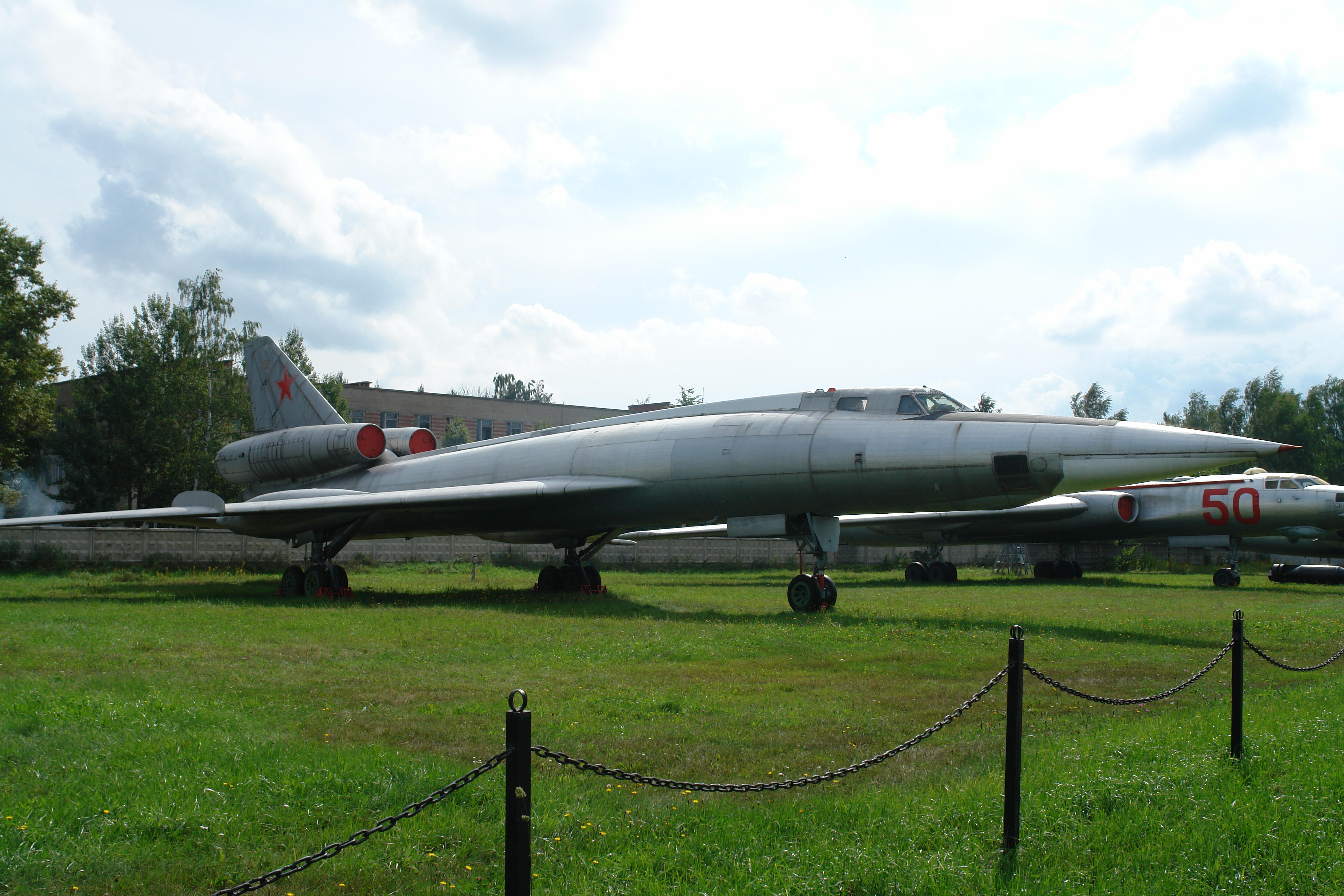
Ту-22
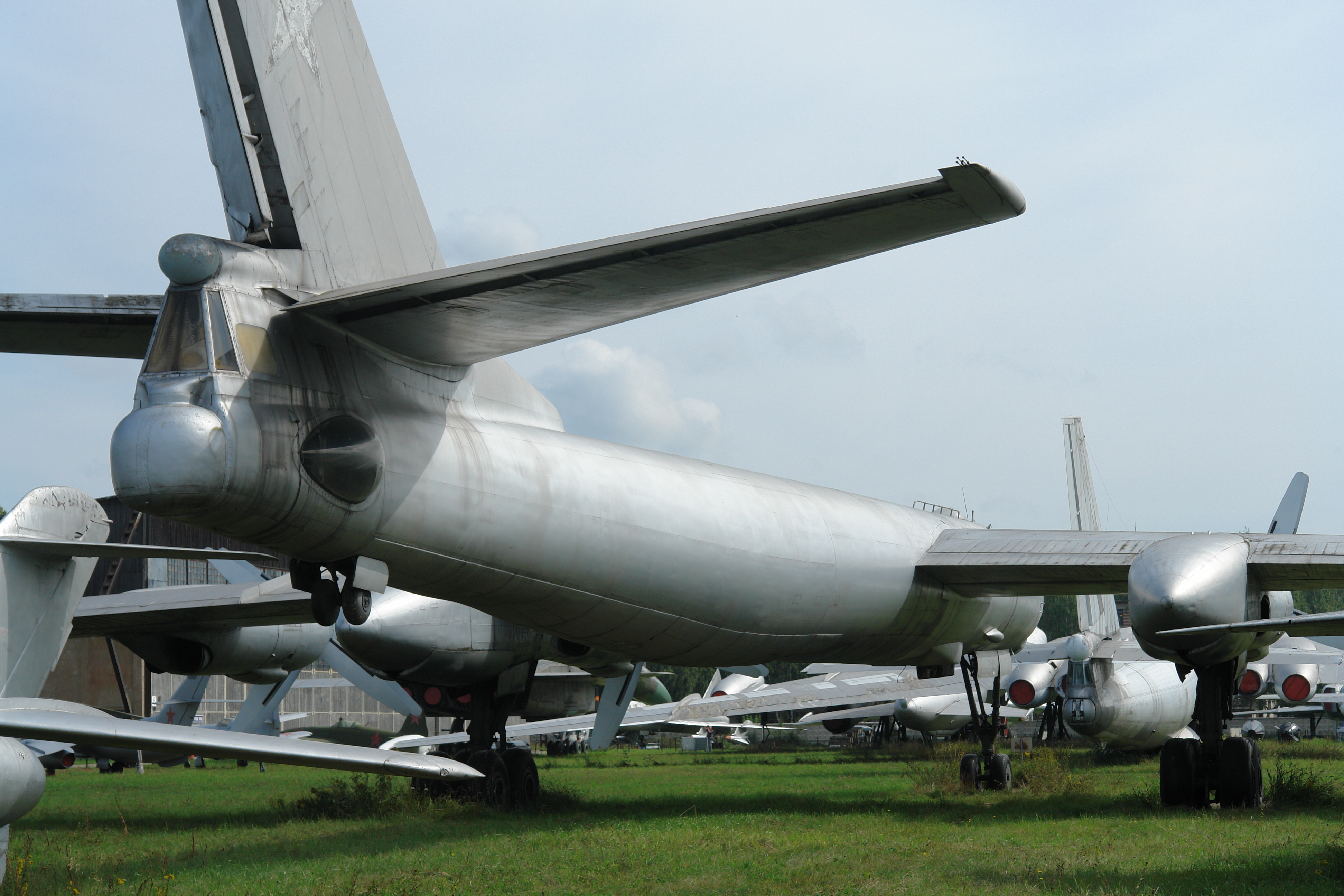
Ту-95
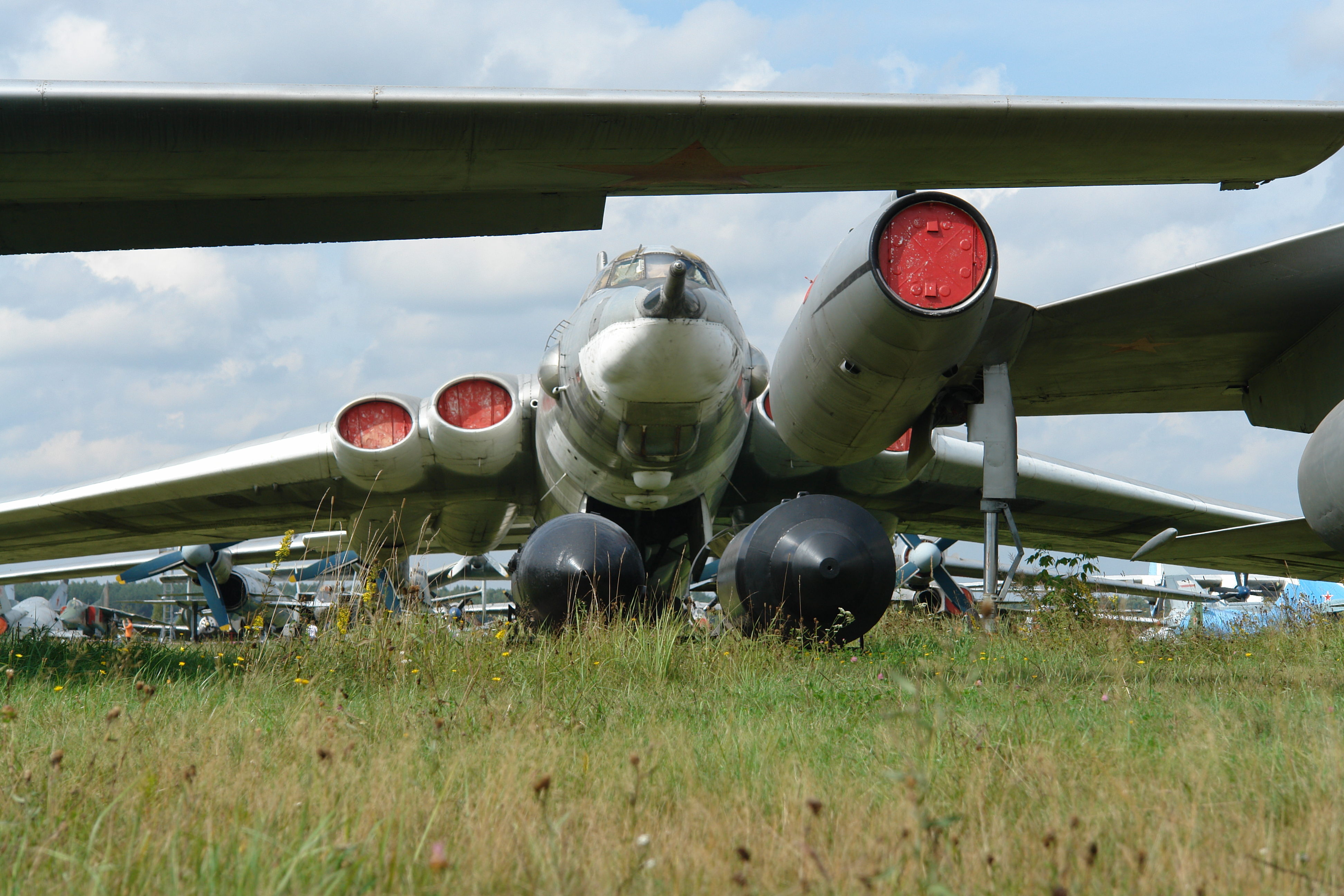
3М
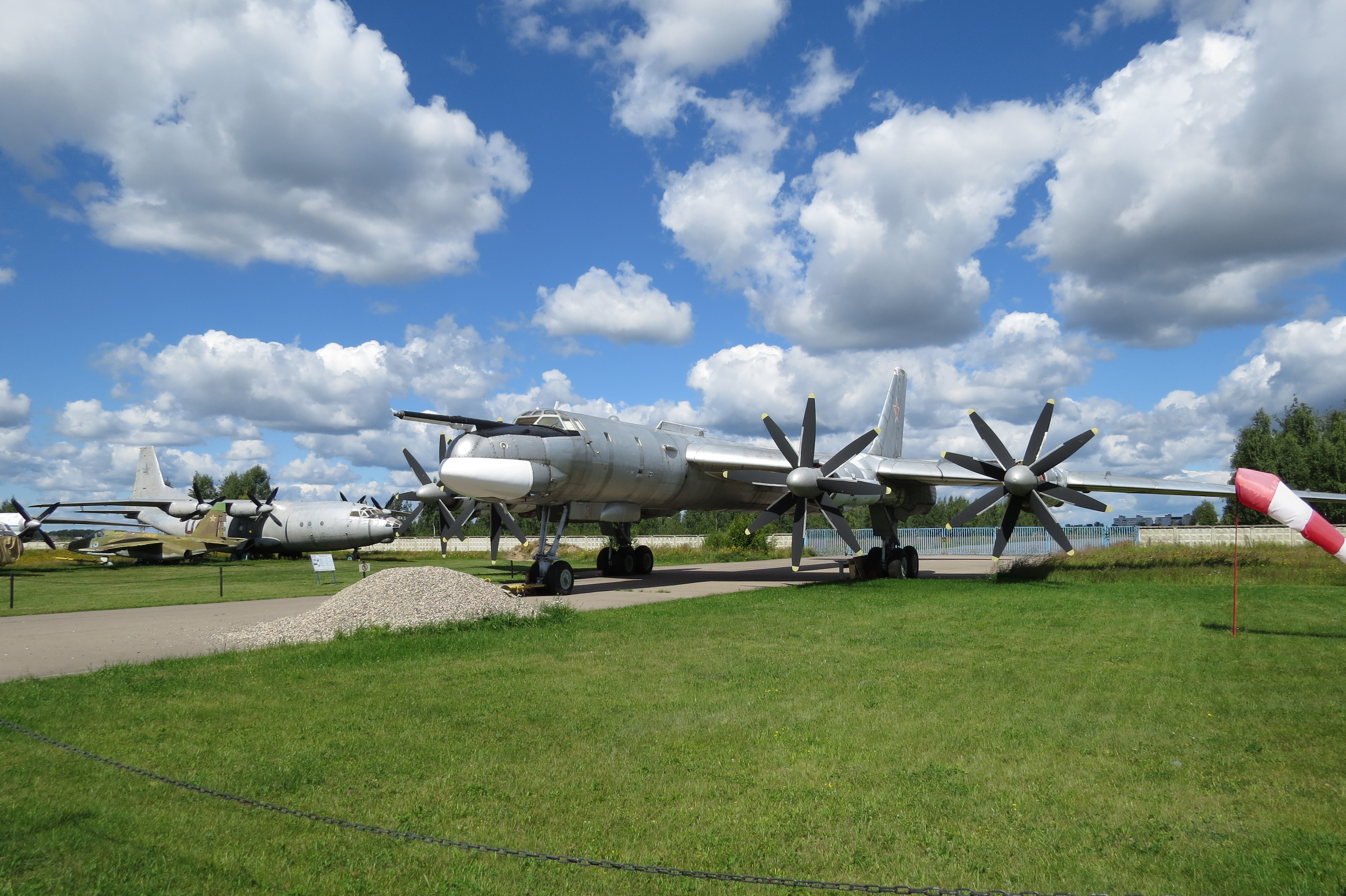
Ту-95МС

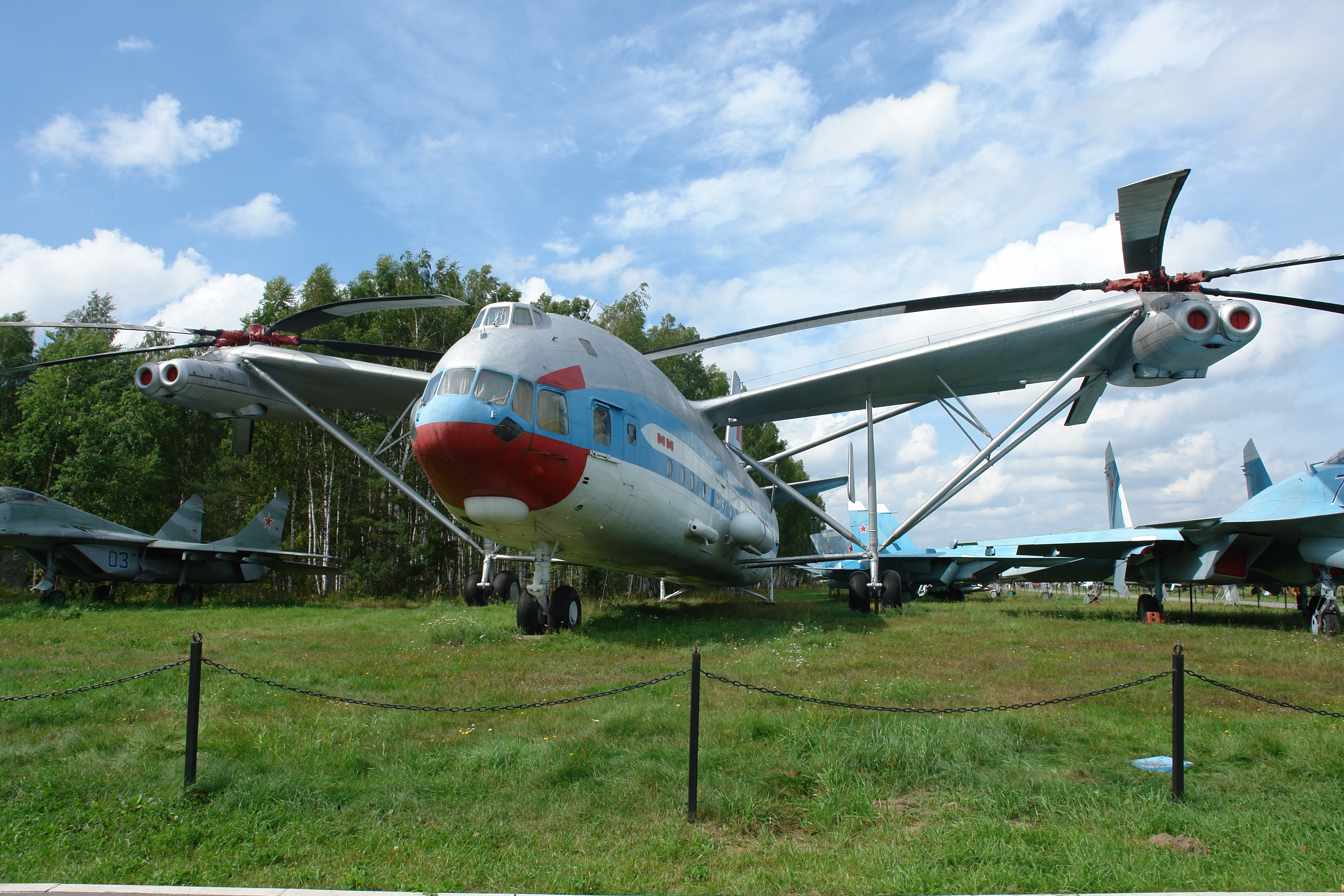
Ми-12
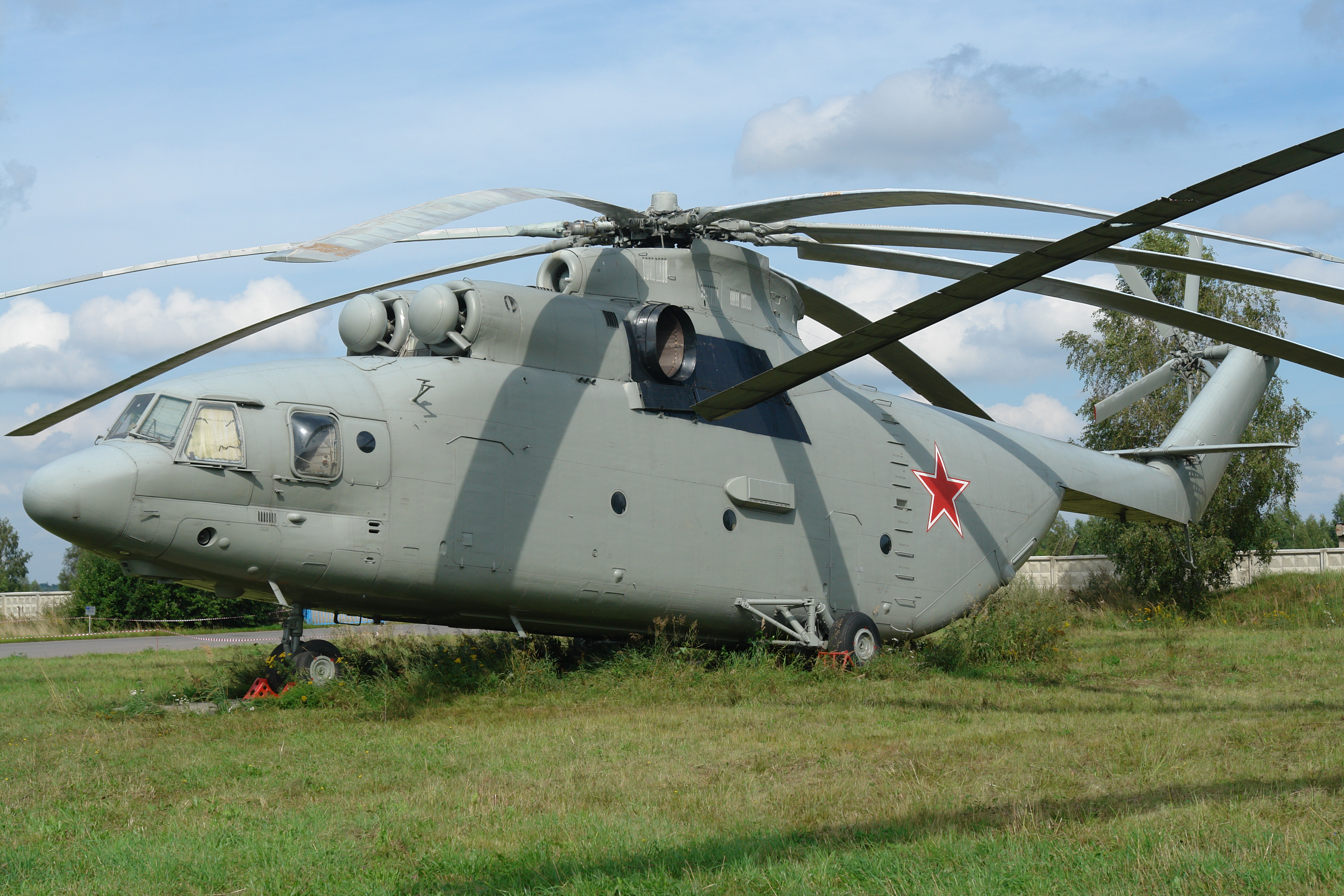
Ми-26
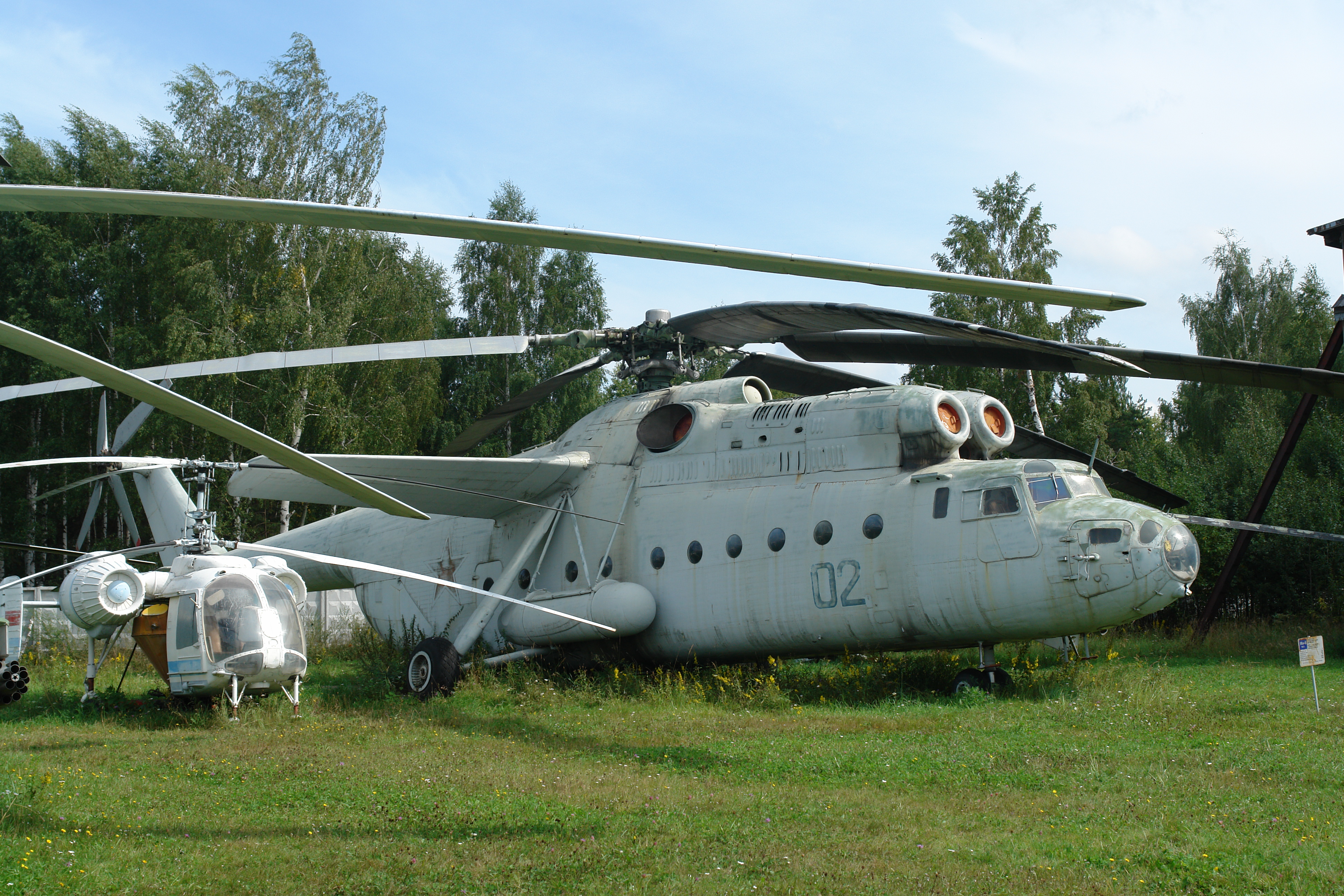
Ми-6
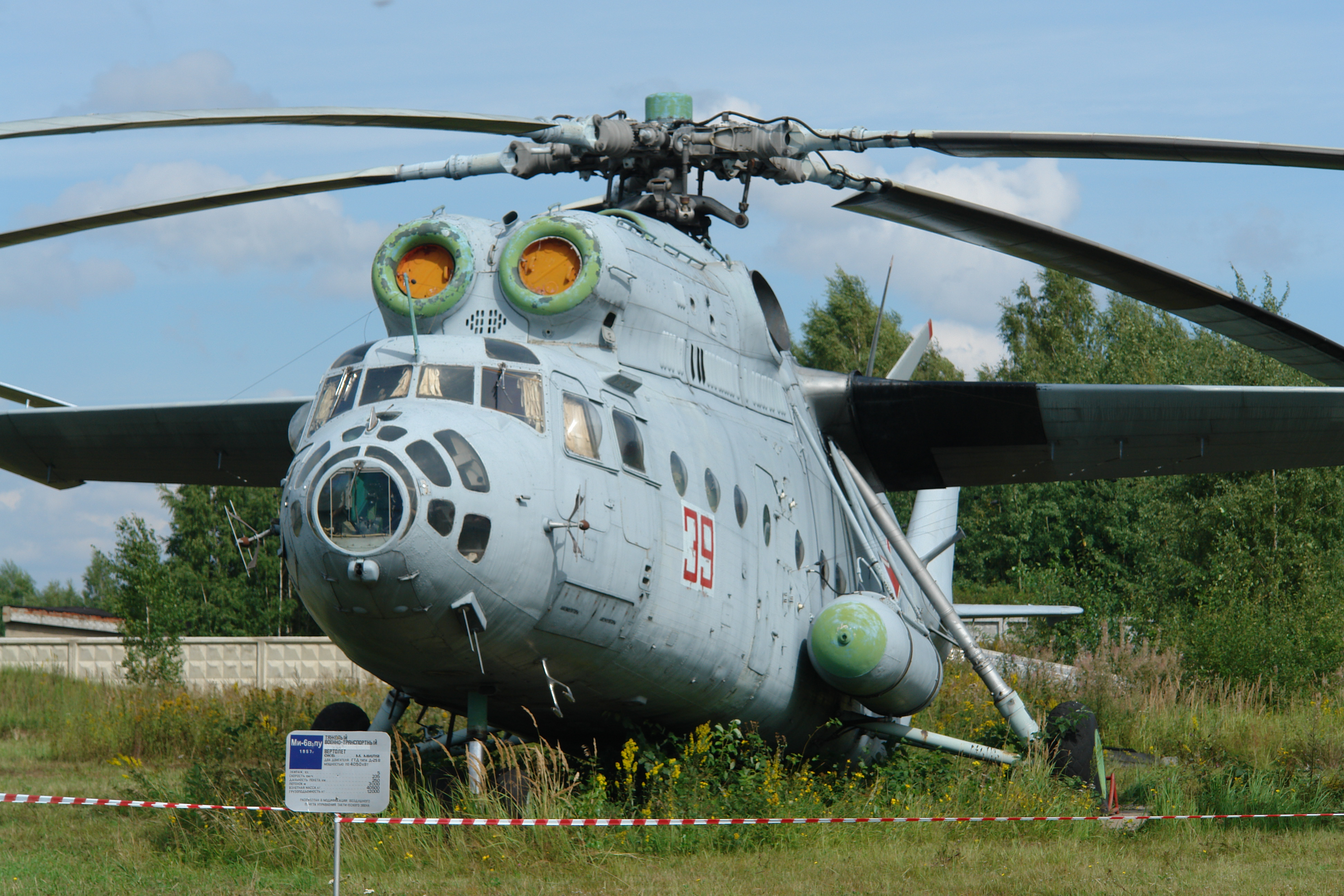
Ми-6Б
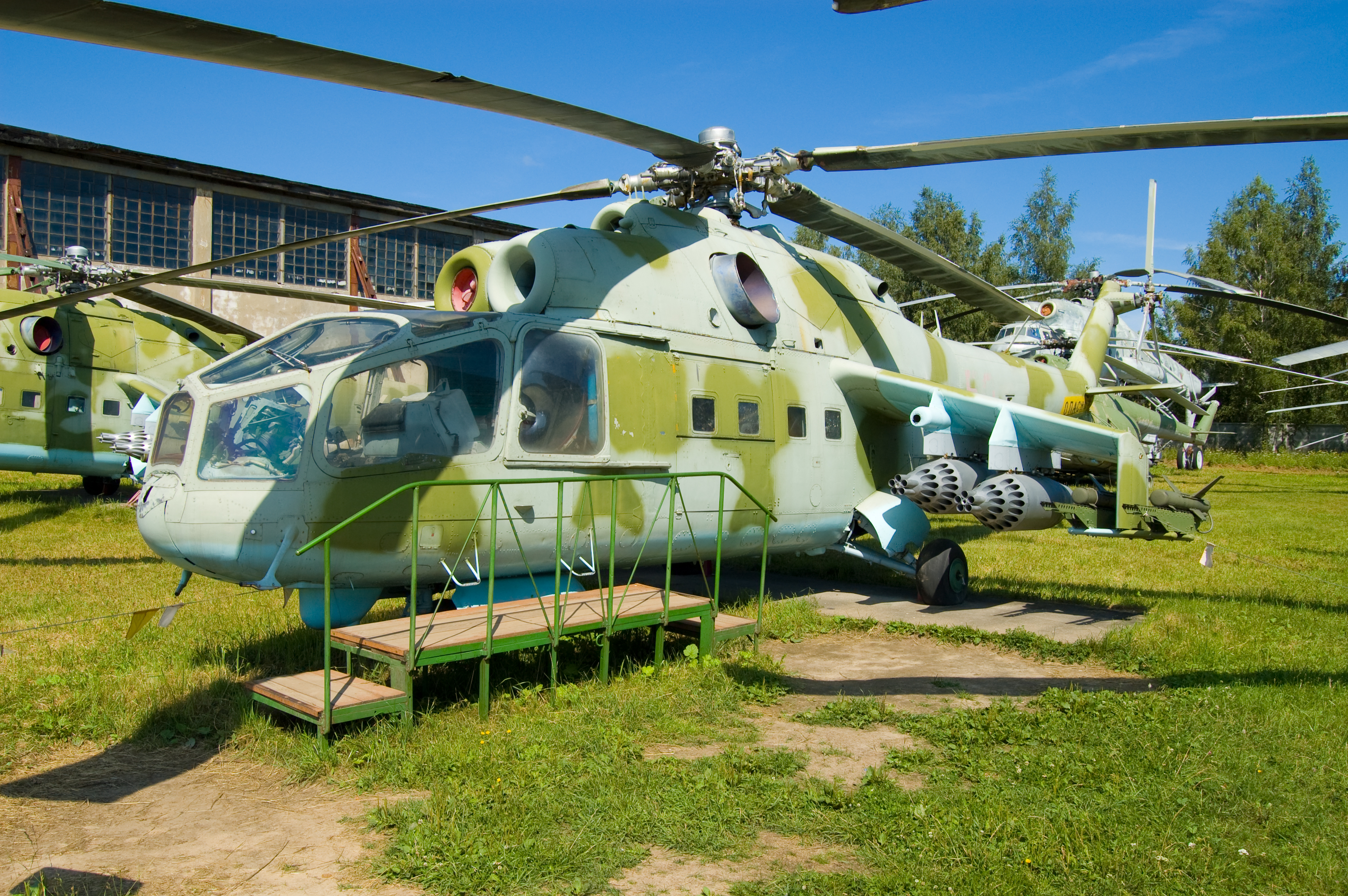
Ми-24А
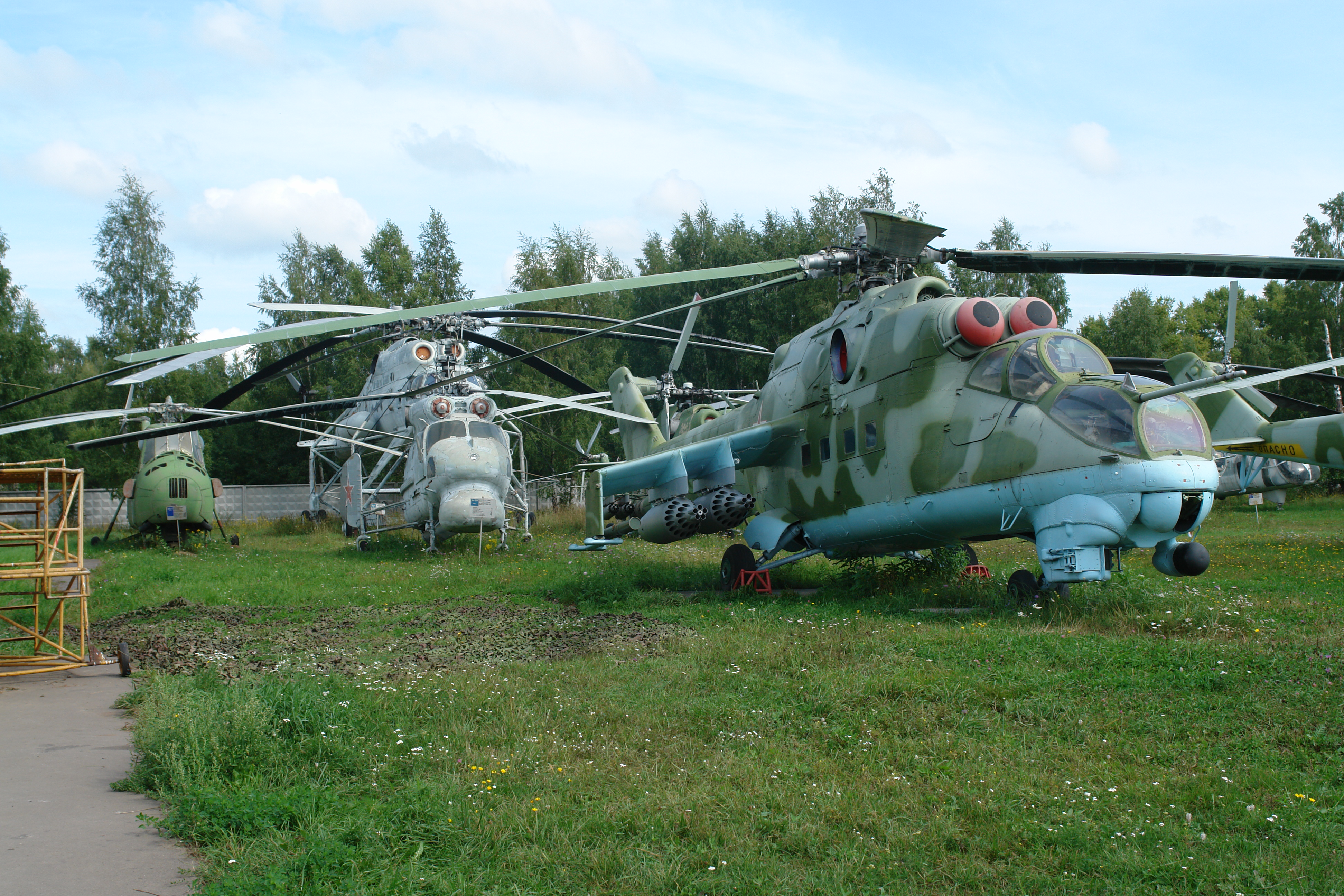
Ми-25
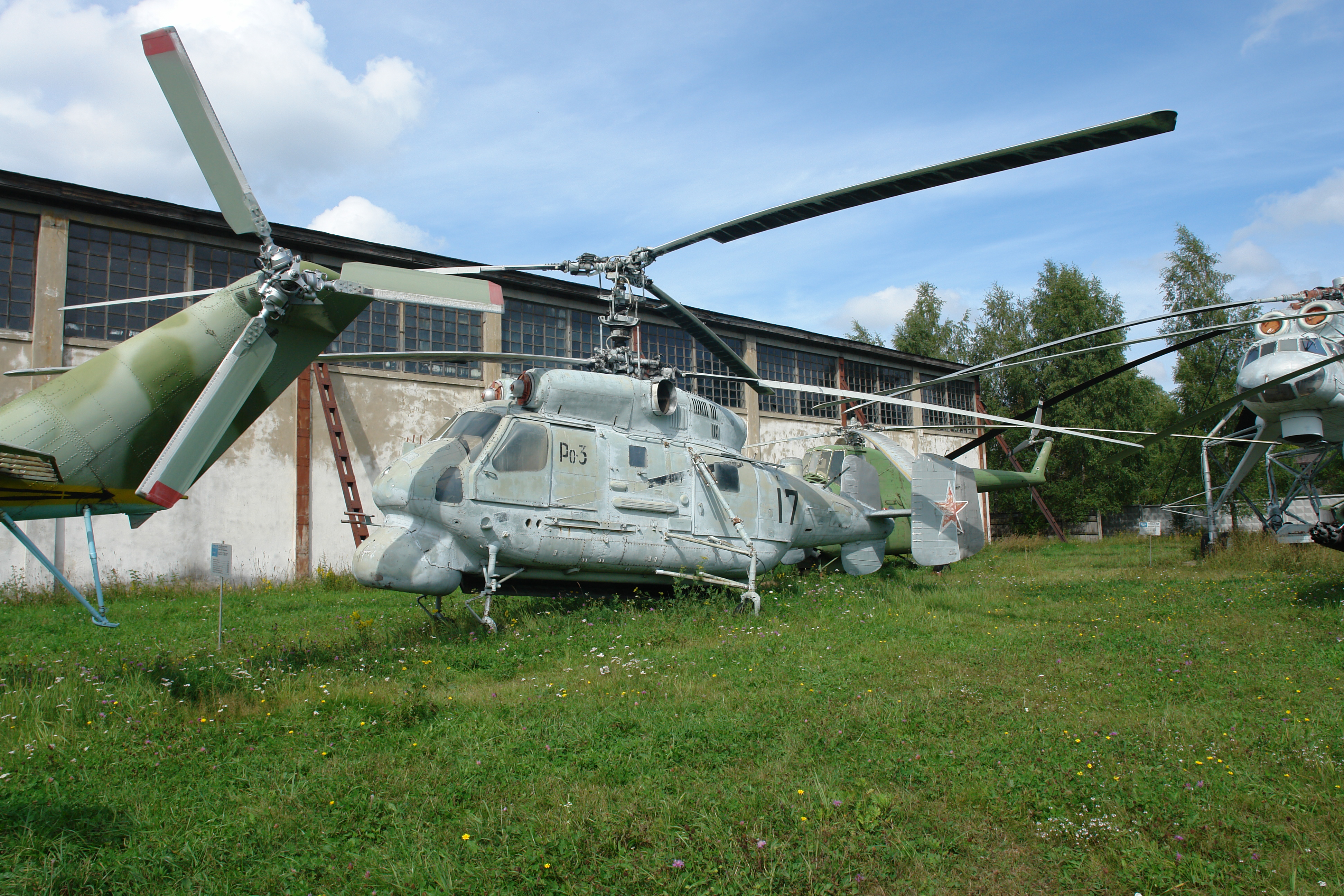
Ка-25
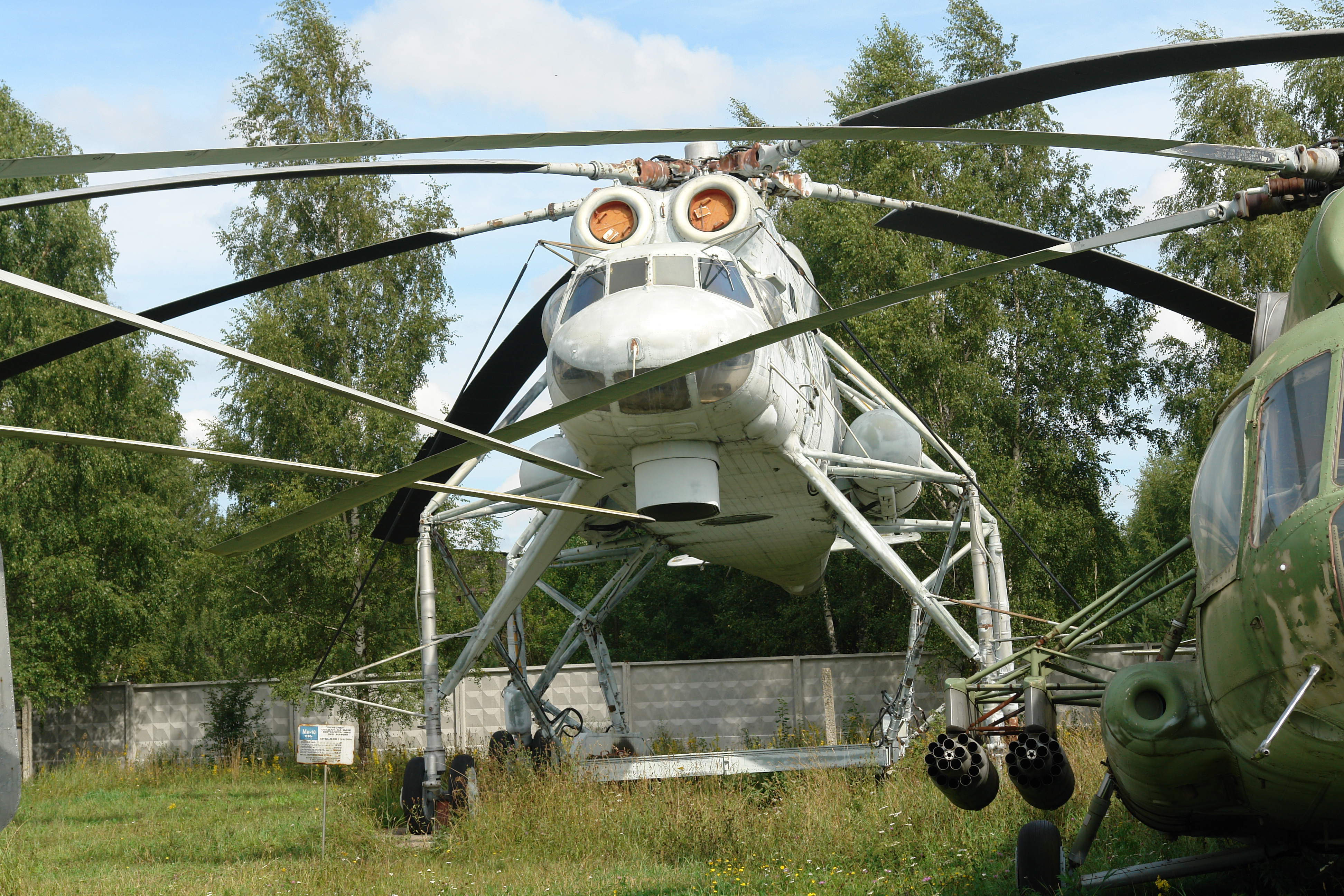
Ми-10
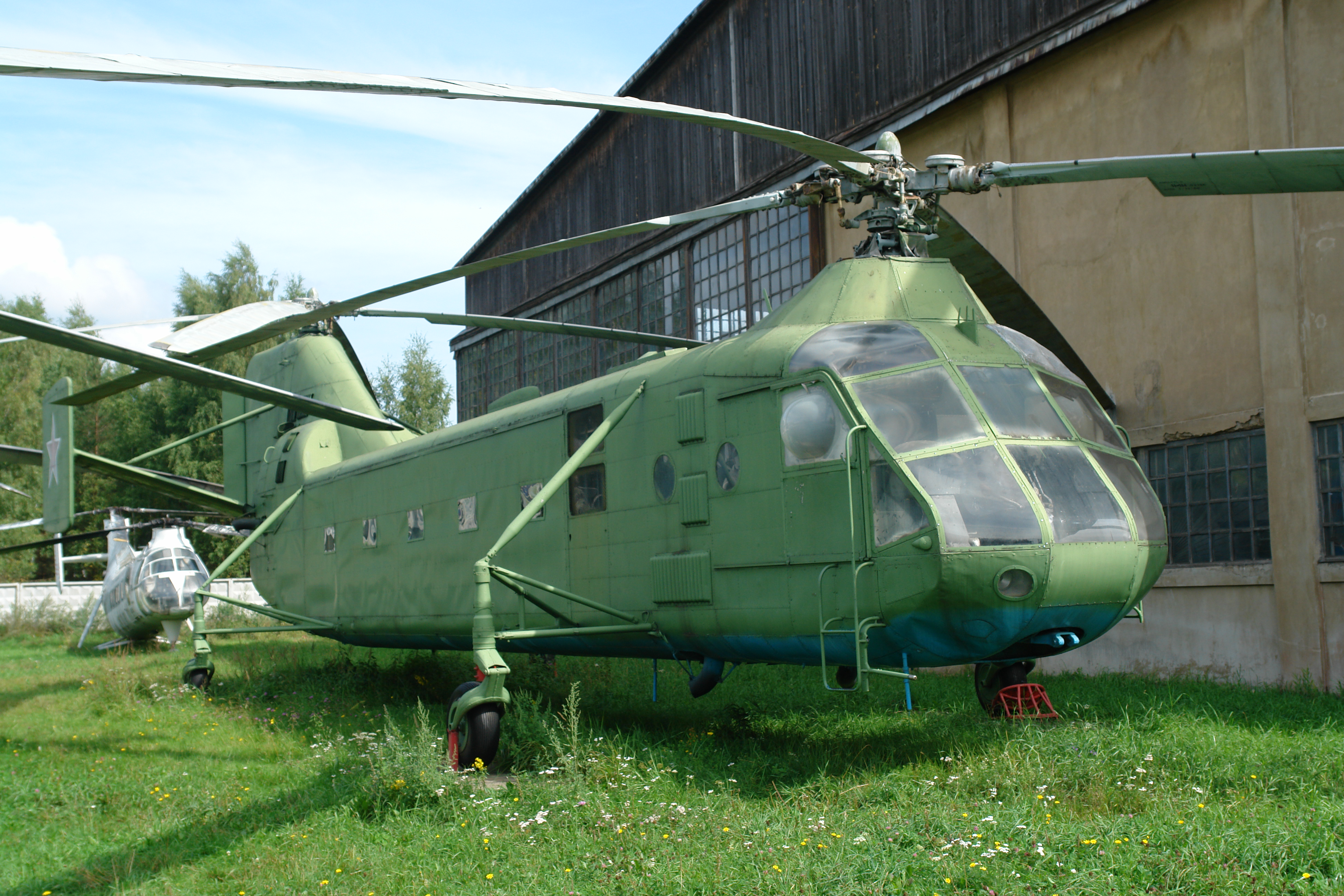
Як-24
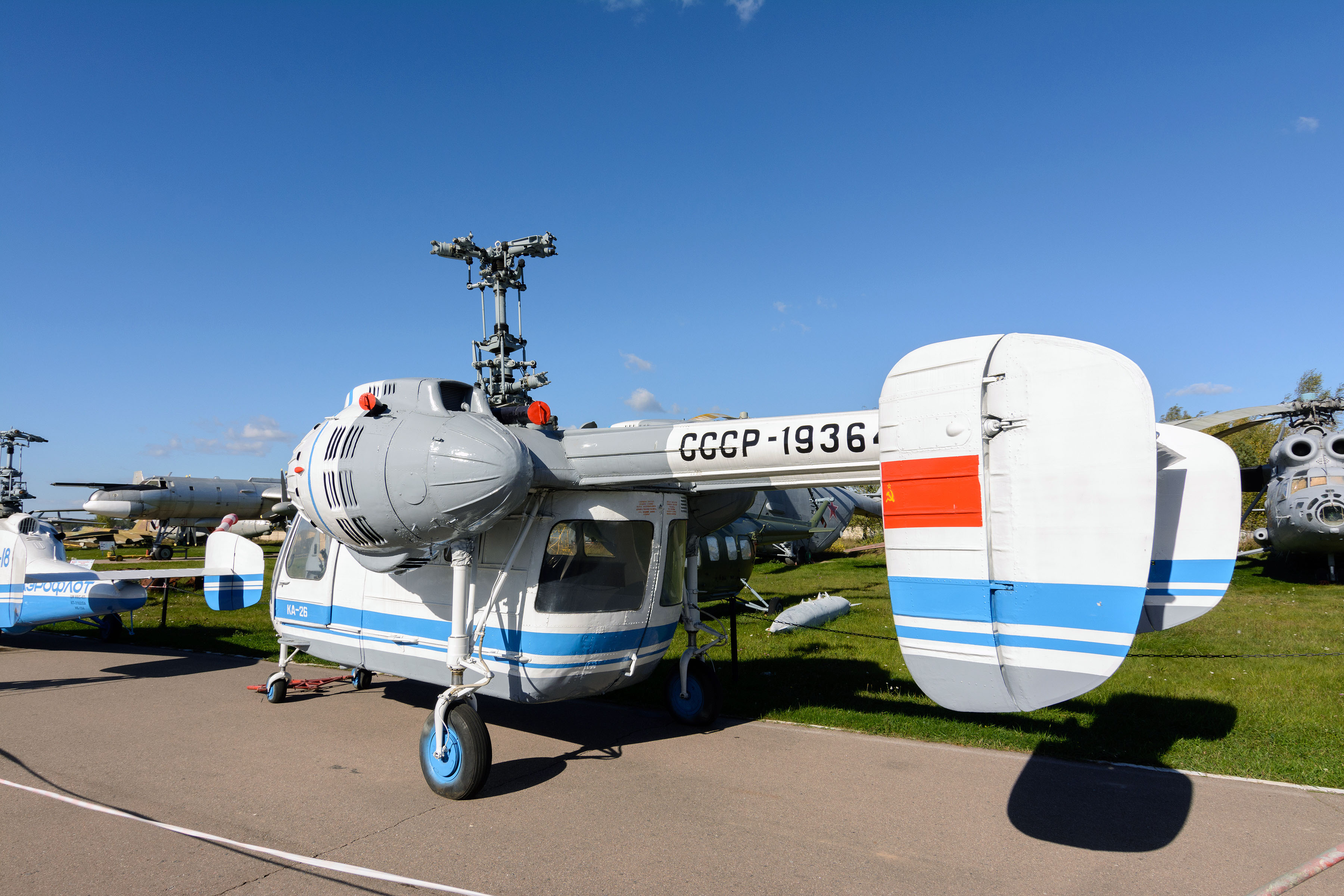
Ка-26

Транспортная и пассажирская авиация

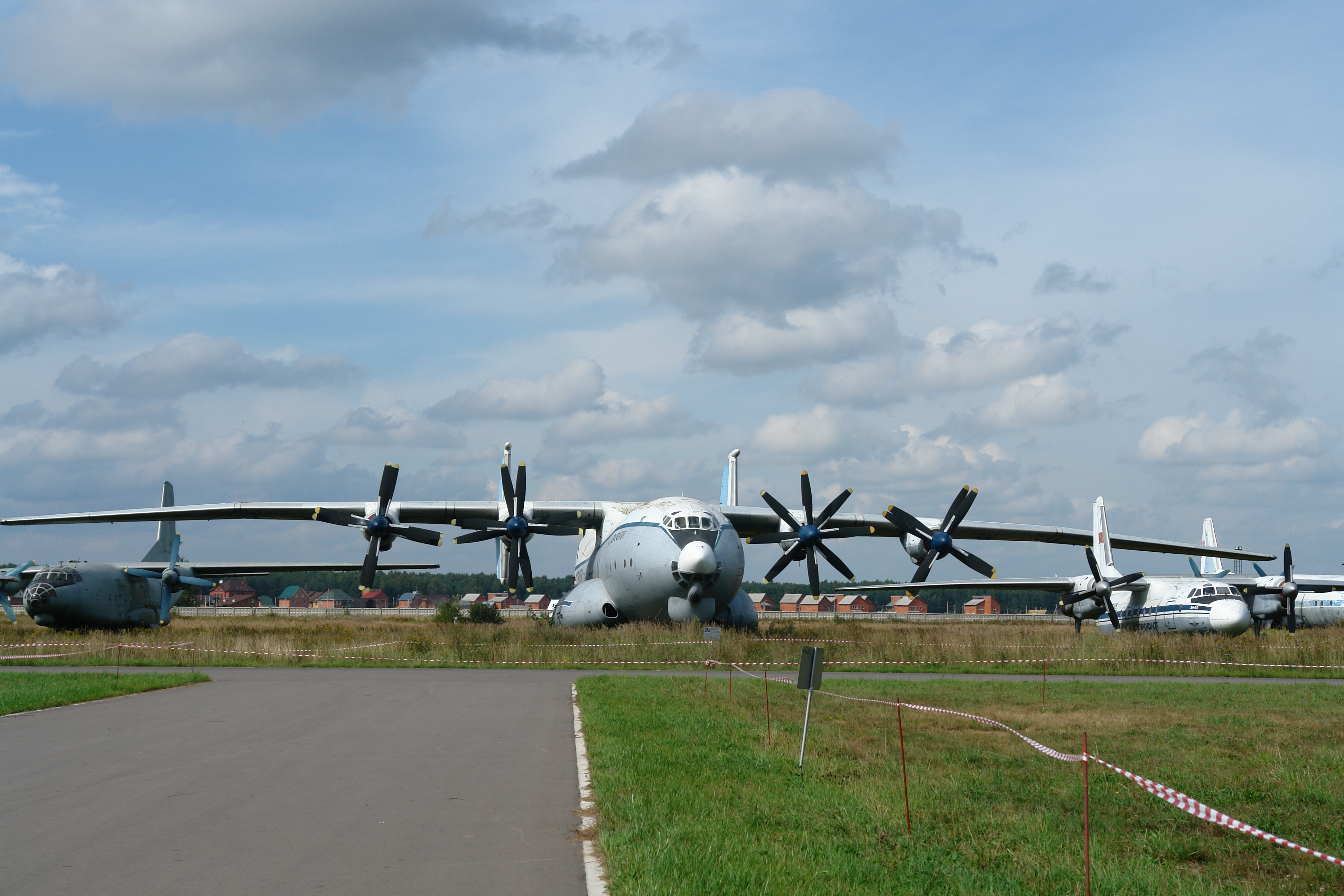
Ан-22
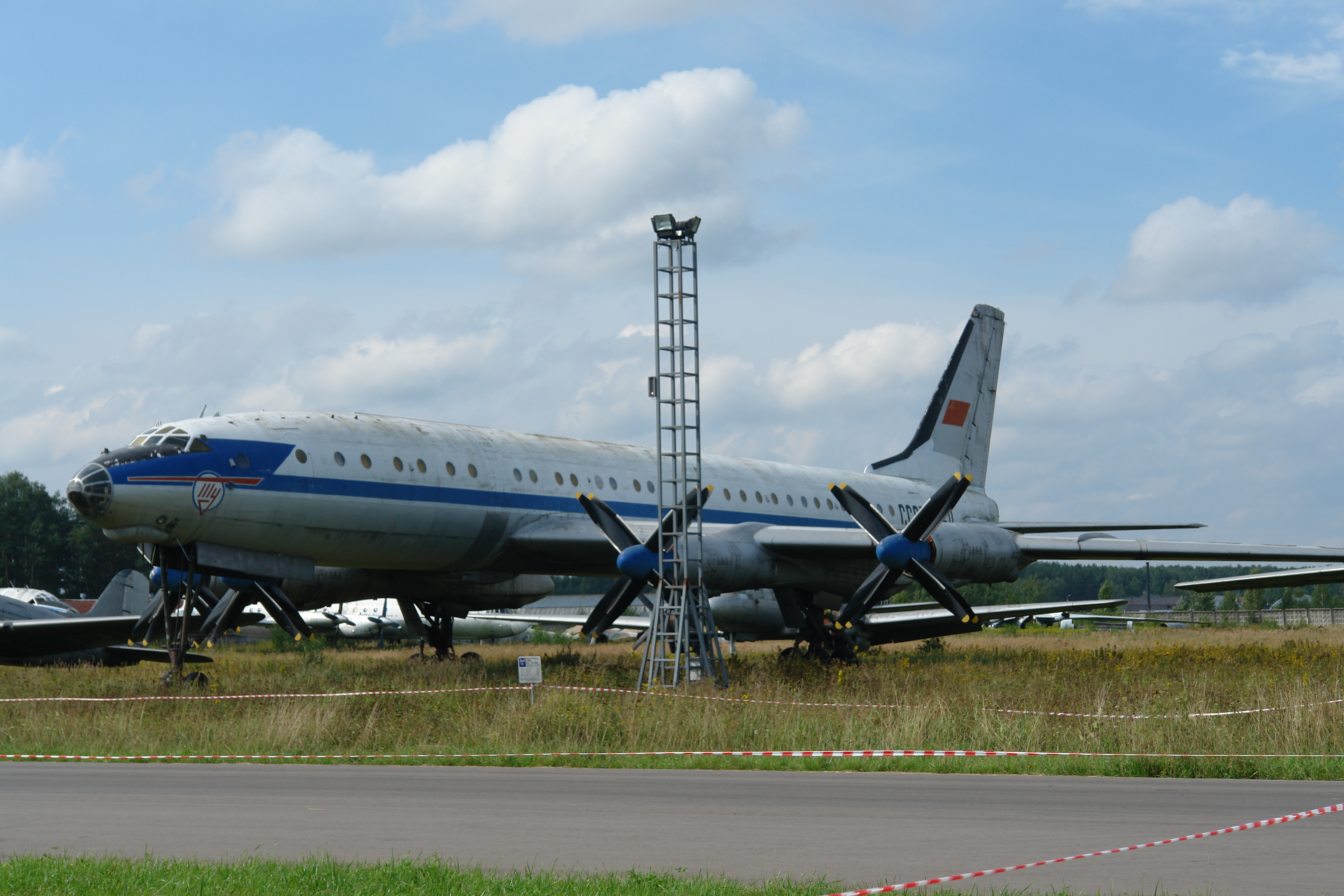
Ту-114
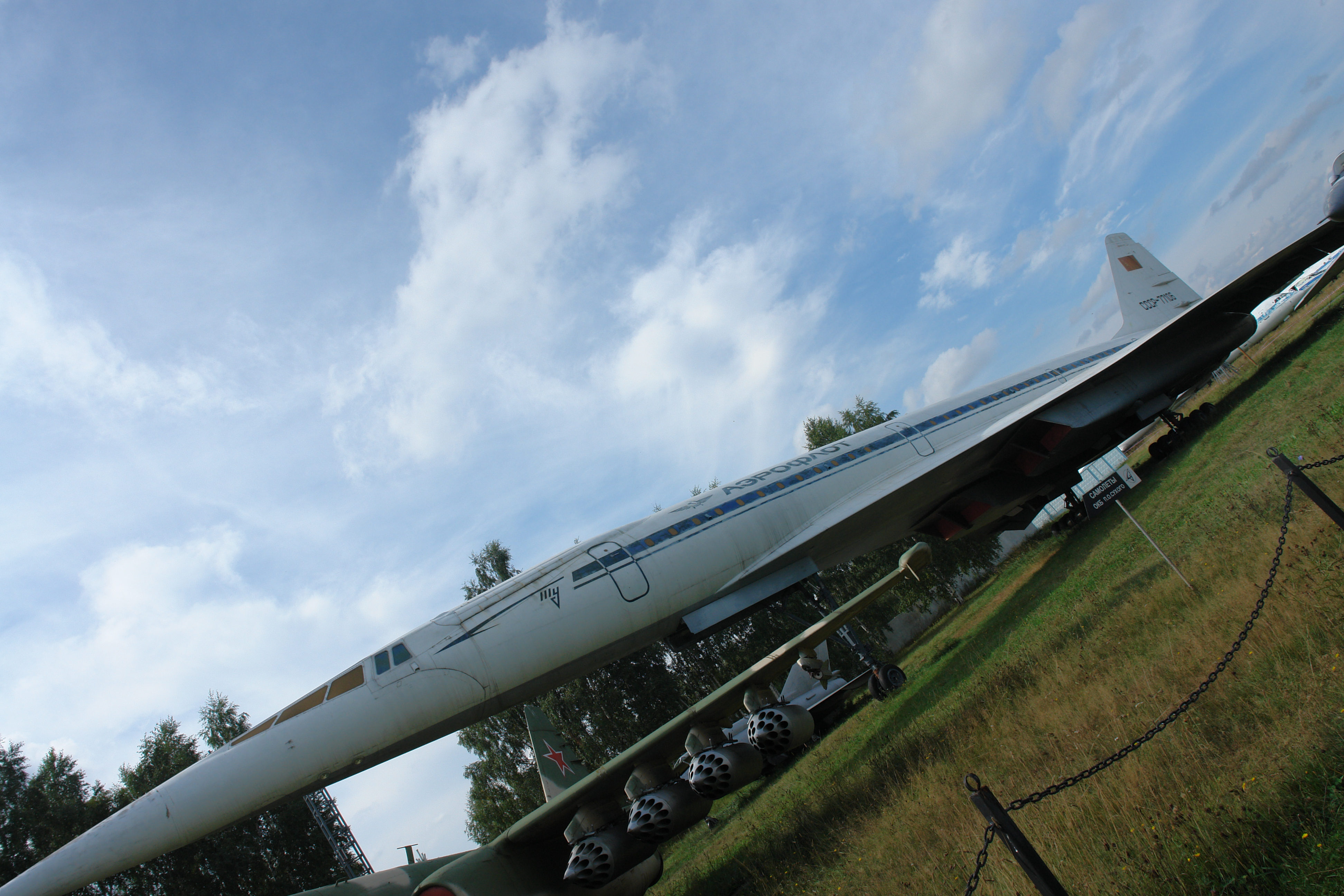
Ту-144
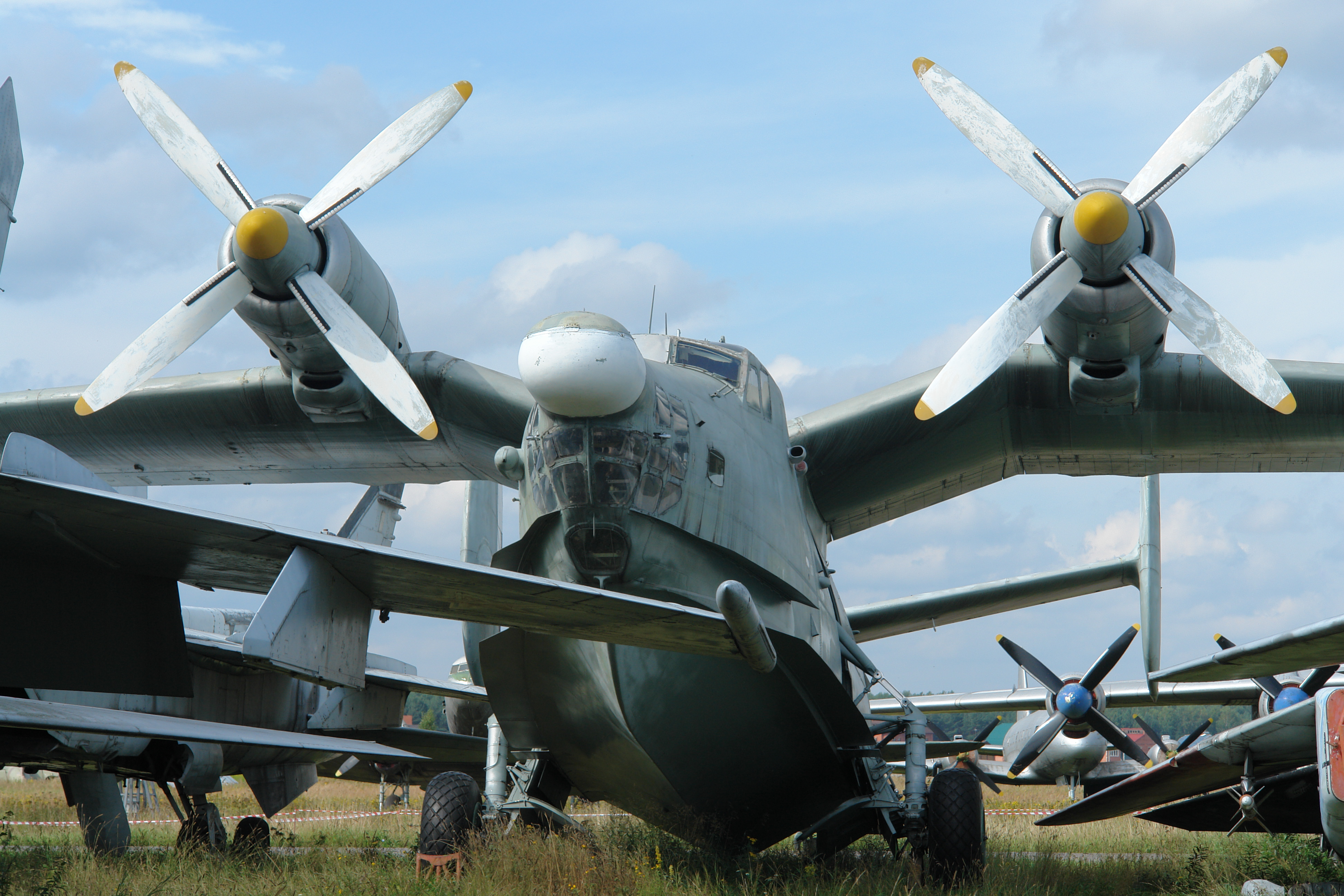
Бе-12
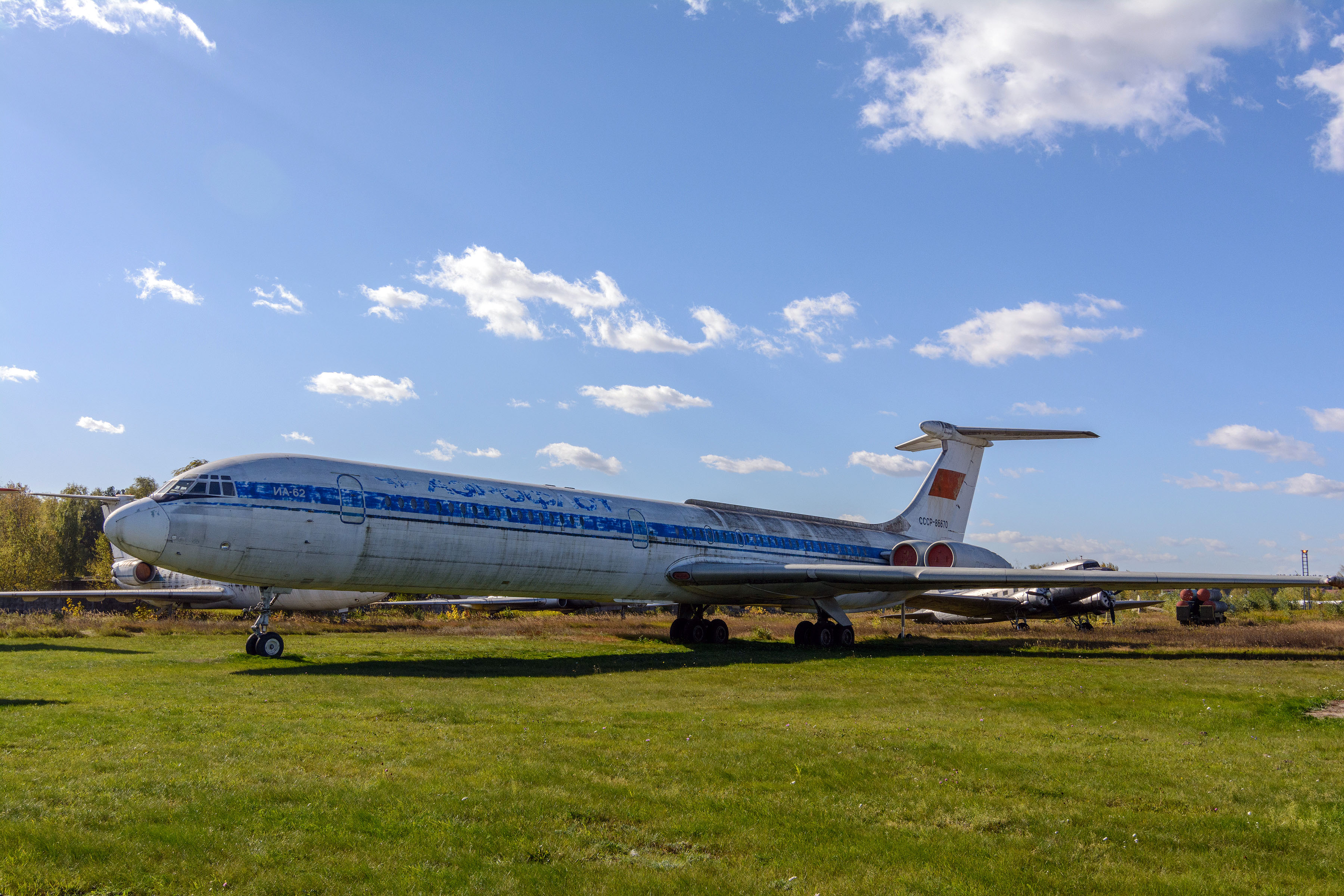
Ил-62

Истребители

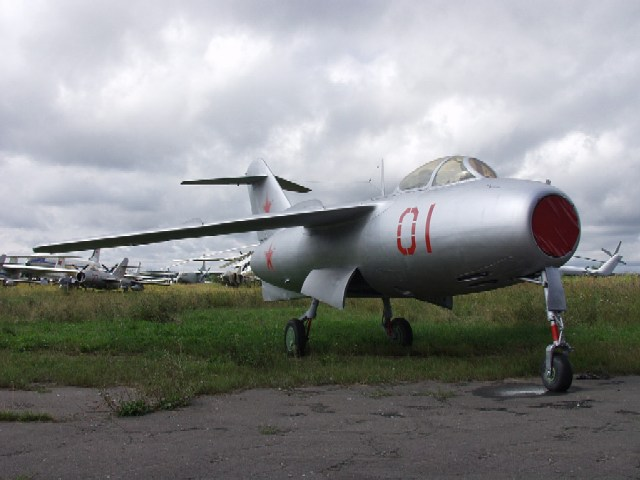
Ла-15
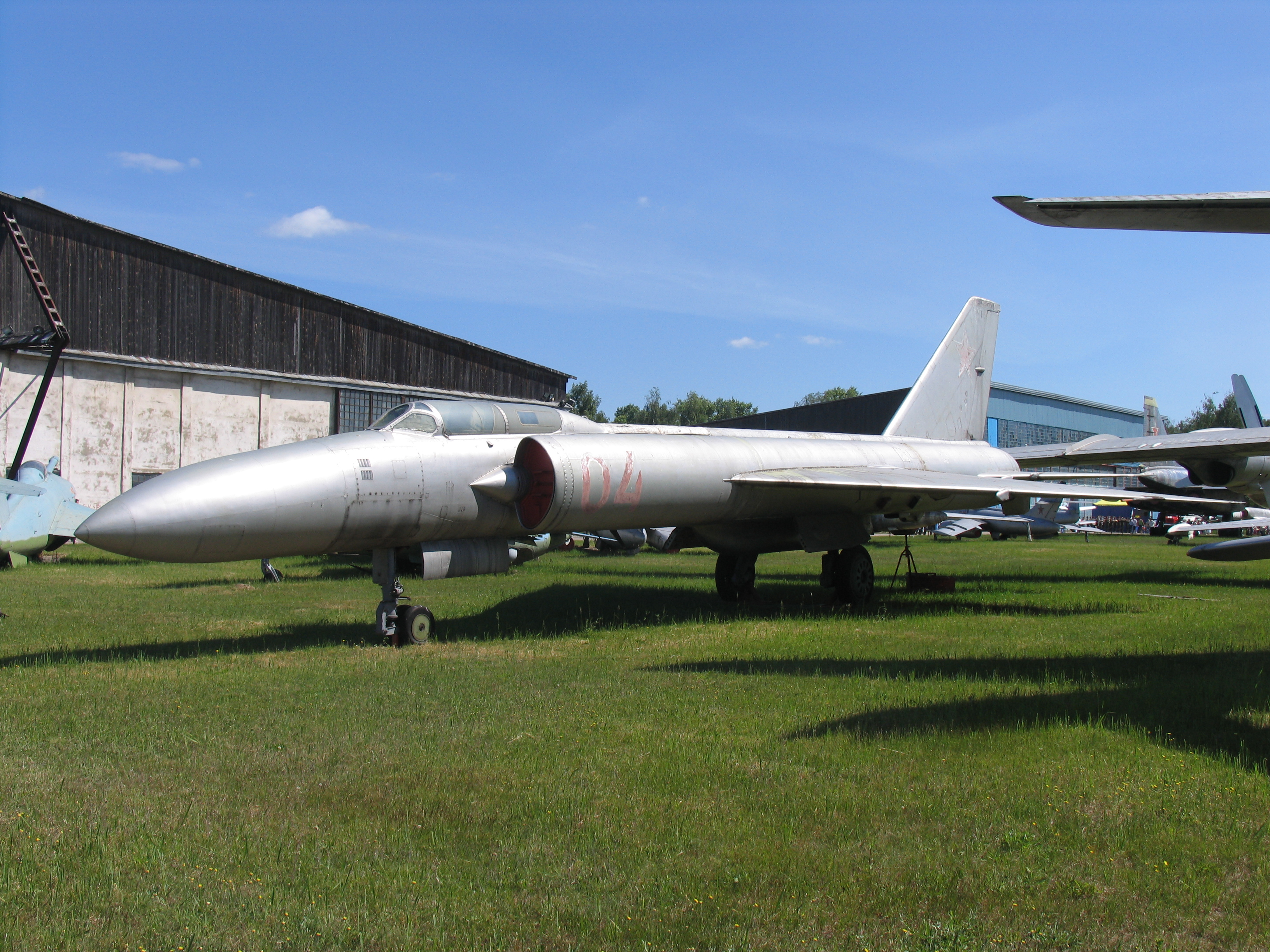
Ла-250
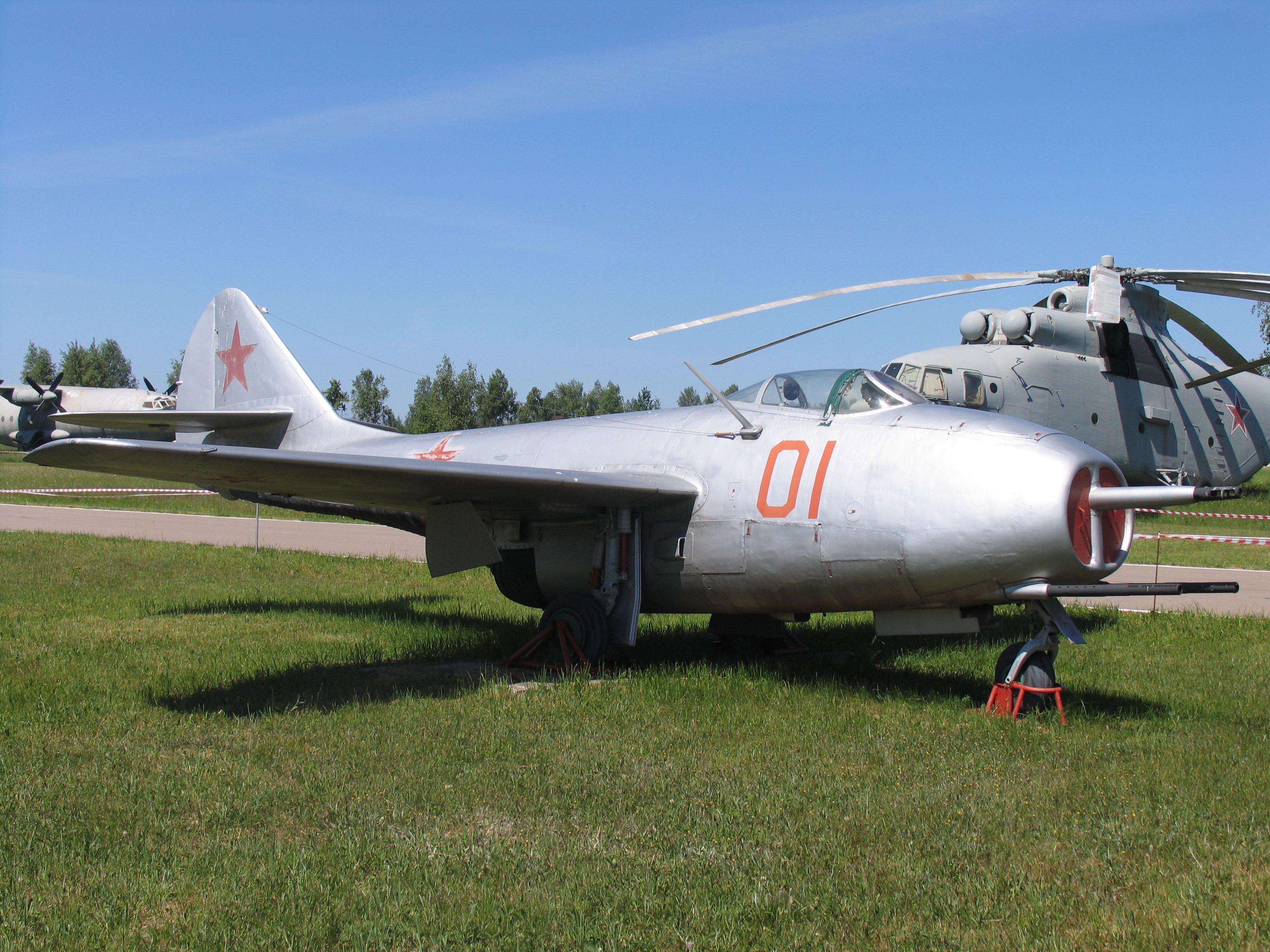
МиГ-9
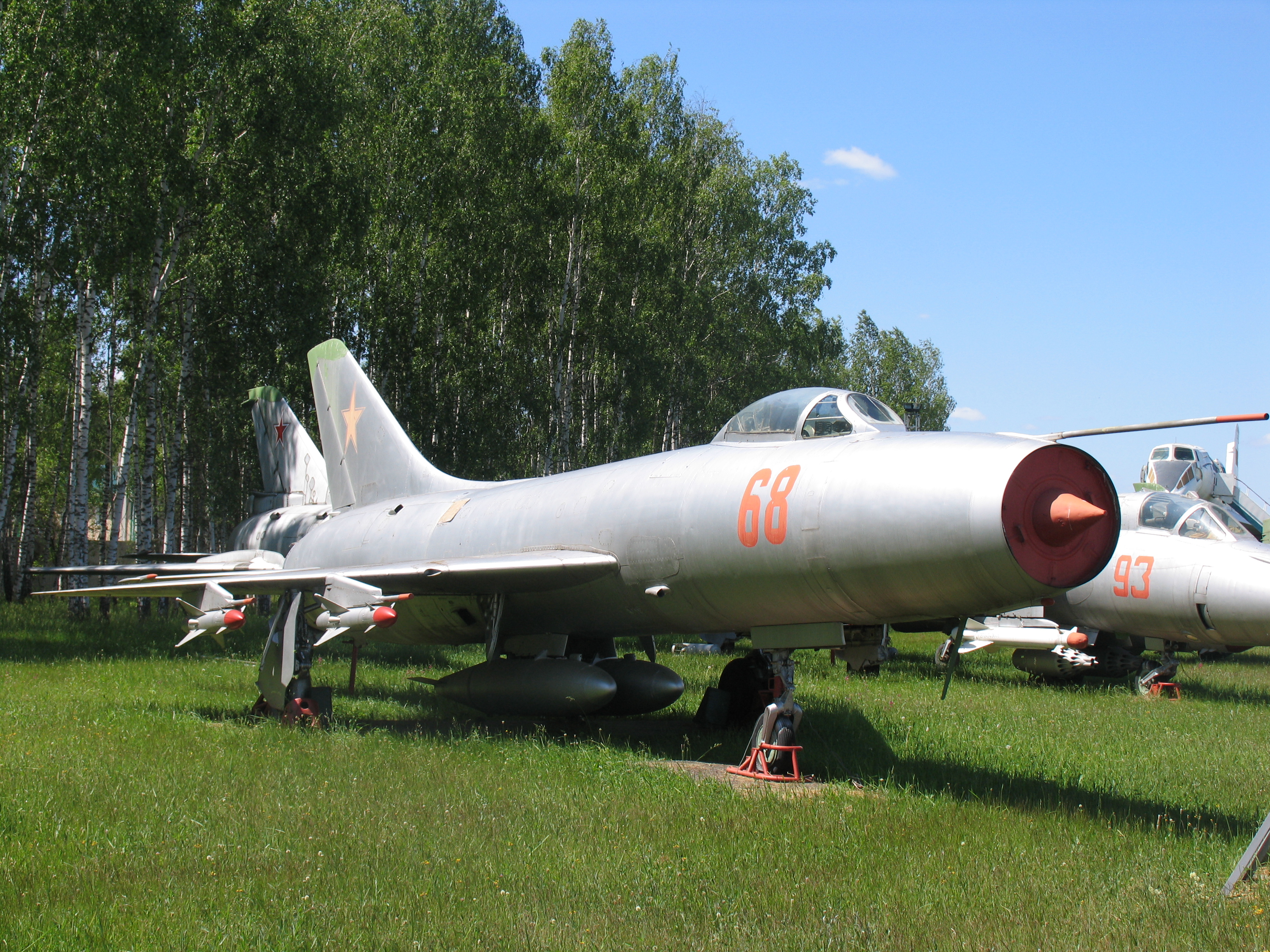
Су-9Б
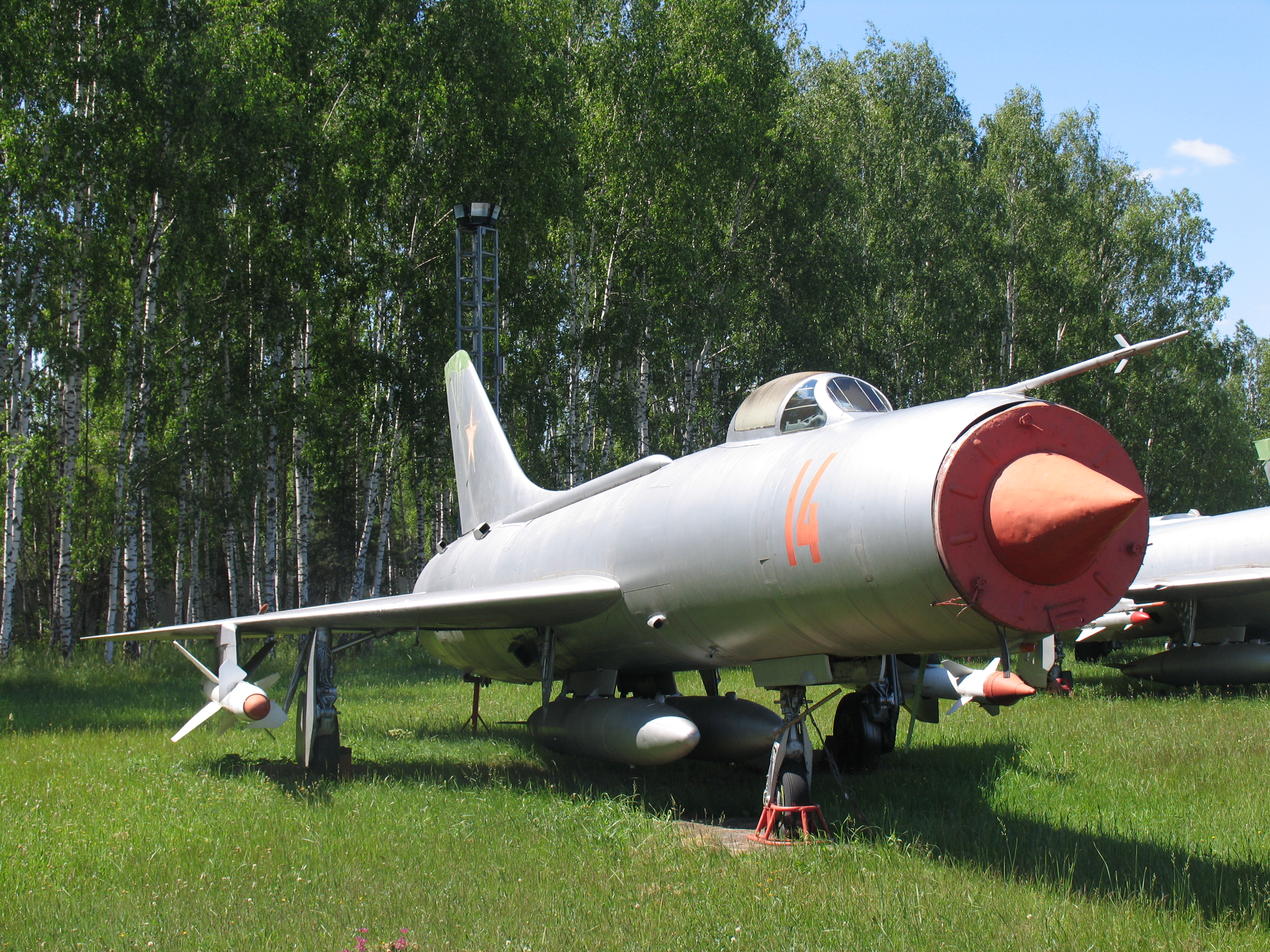
Су-11
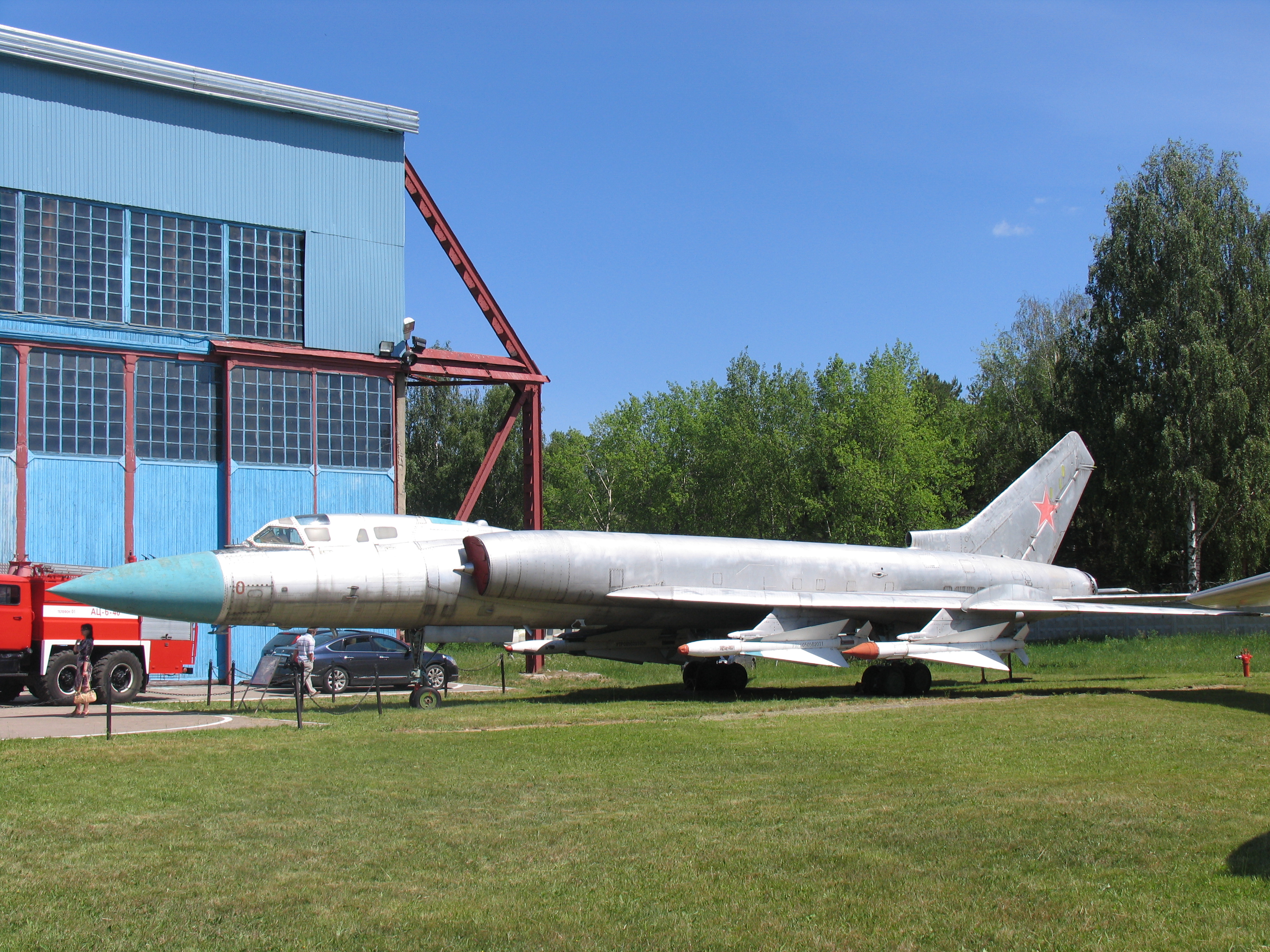
Ту-128
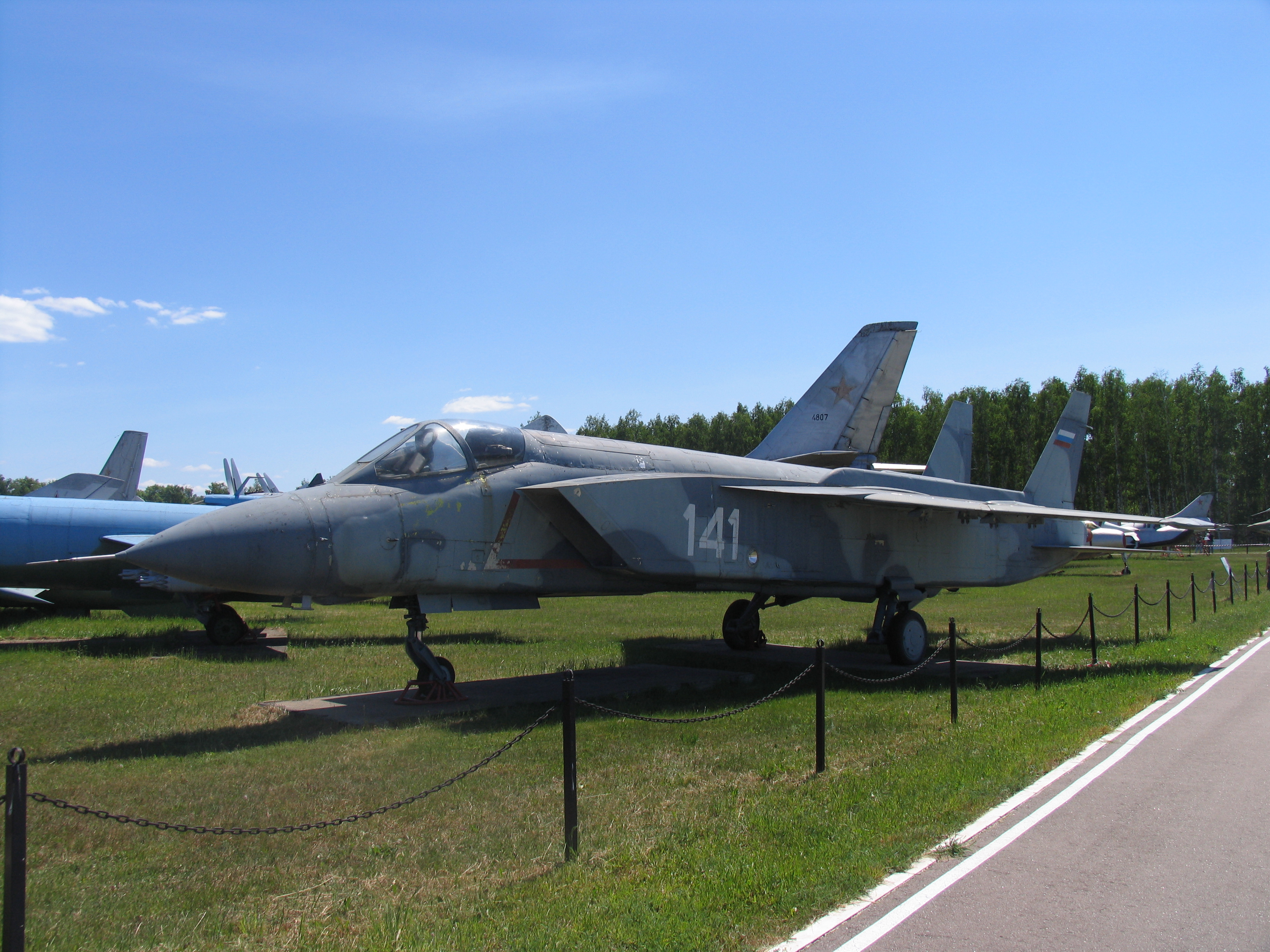
Як-141

Штурмовики
- Су-25

Бомбардировщики
- Т-4
- Ту-22М
- М-50
- Ту-22
- Ту-95
- 3М
- Ту-95МС

Вертолёты
- Ми-12
- Ми-26
- Ми-6
- Ми-6Б
- Ми-24А
- Ми-25
- Ка-25
- Ми-10
- Як-24
- Ка-26

Другие самолёты

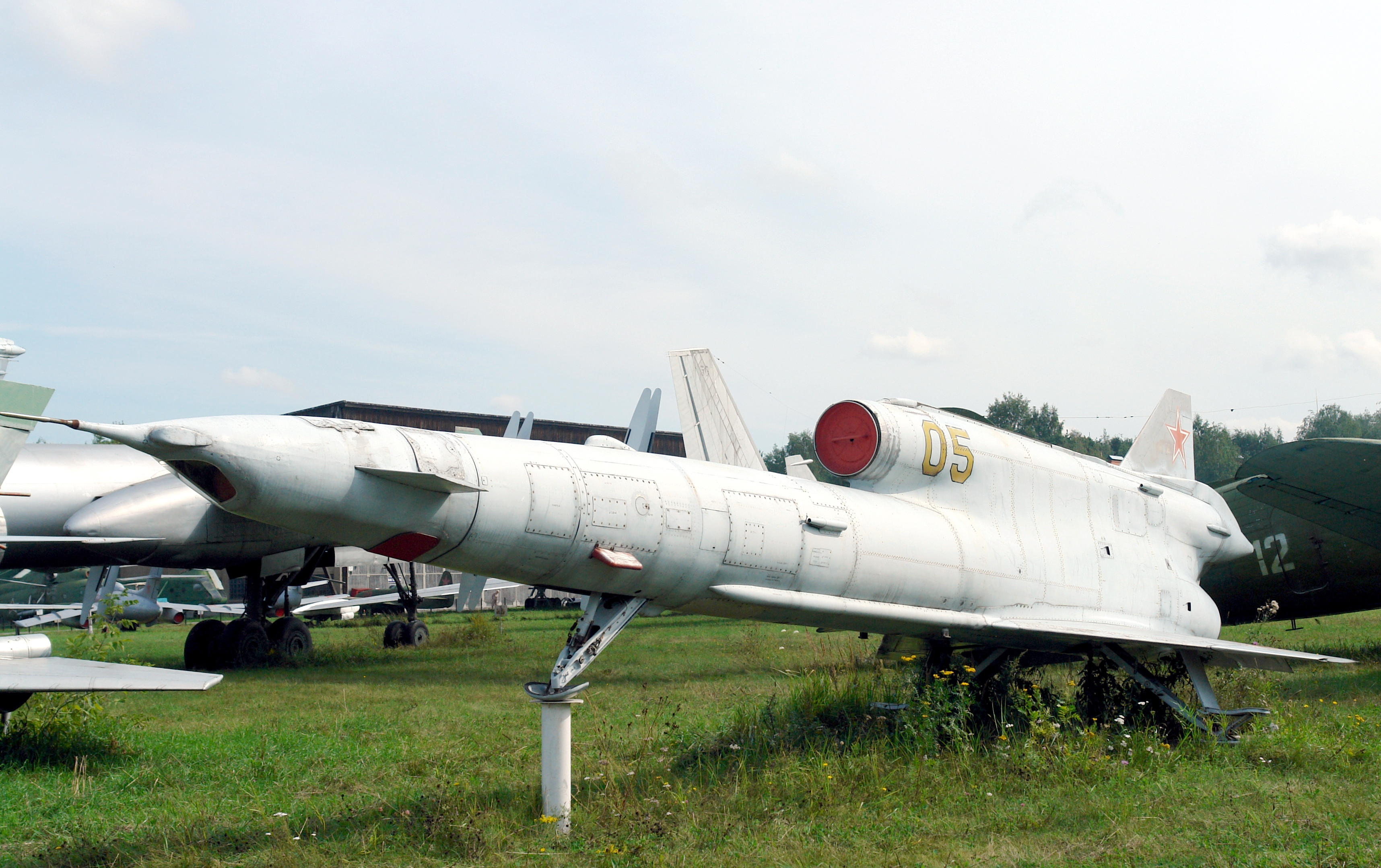
Ту-141 Беспилотный разведывательный летательный аппарат «Стриж»
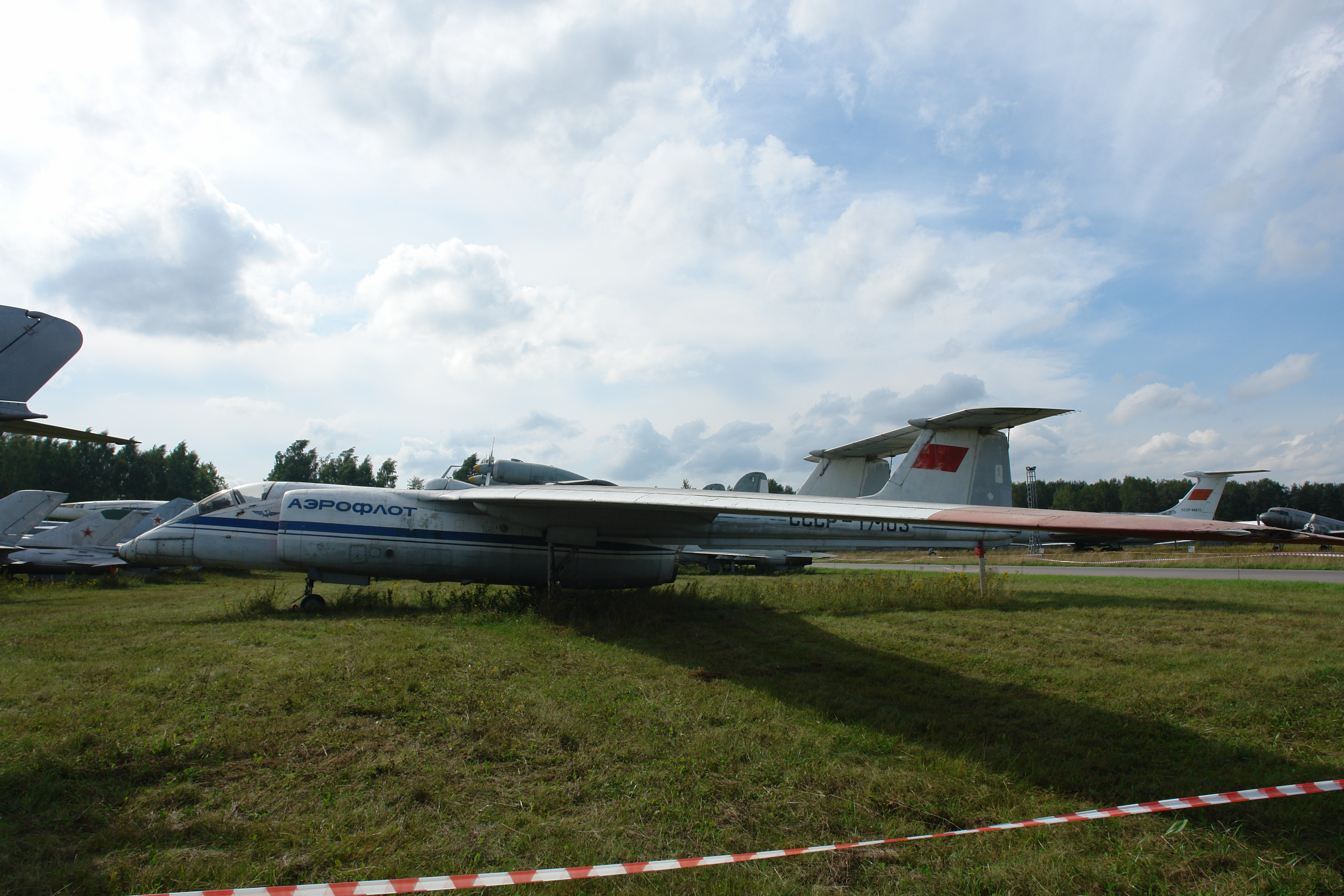
М-17 Экспериментальный высотный самолёт
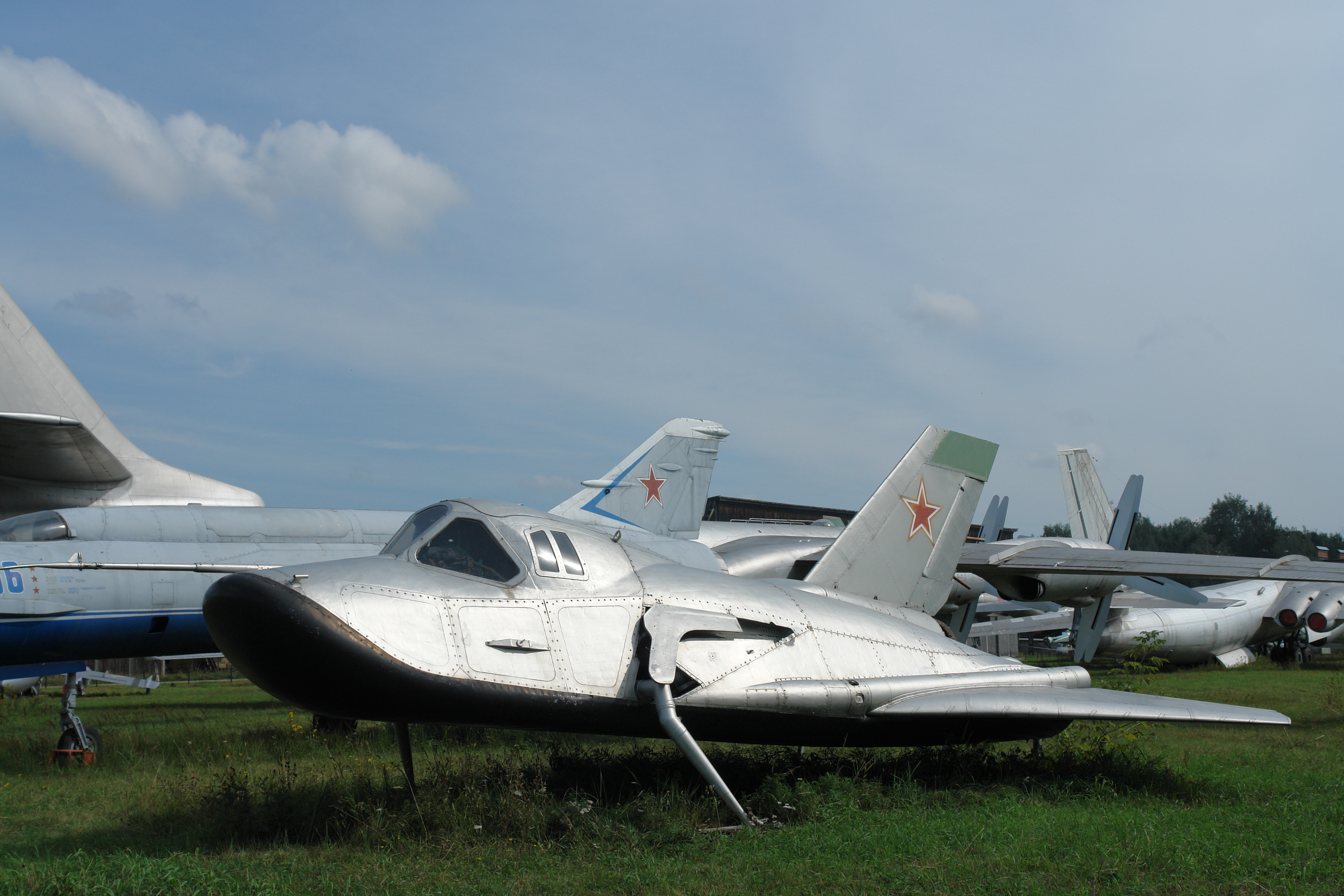
МиГ-105.11 — дозвуковой аналог боевого орбитального самолёта проекта «Спираль»
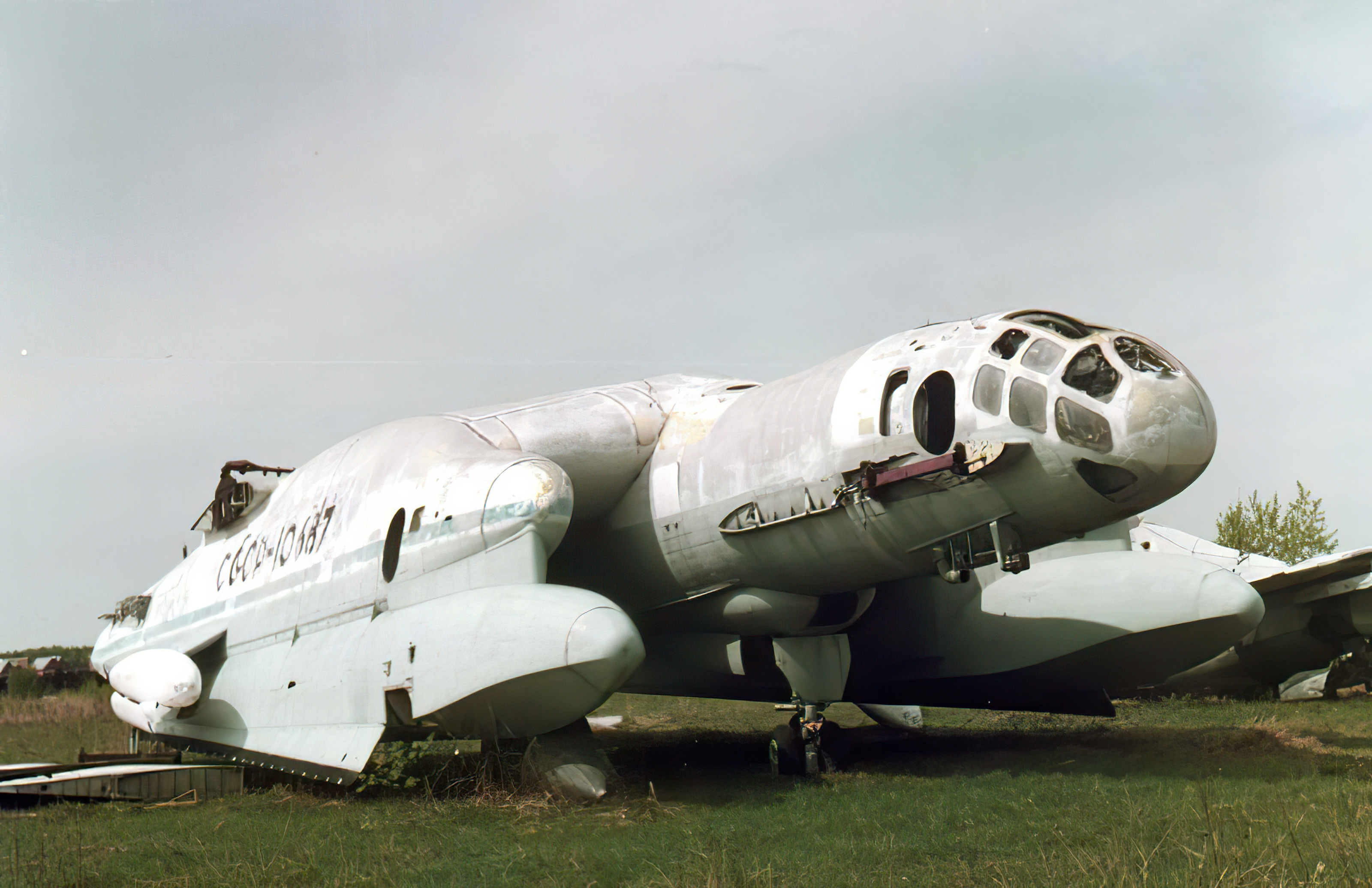
Экраноплан ВВА-14
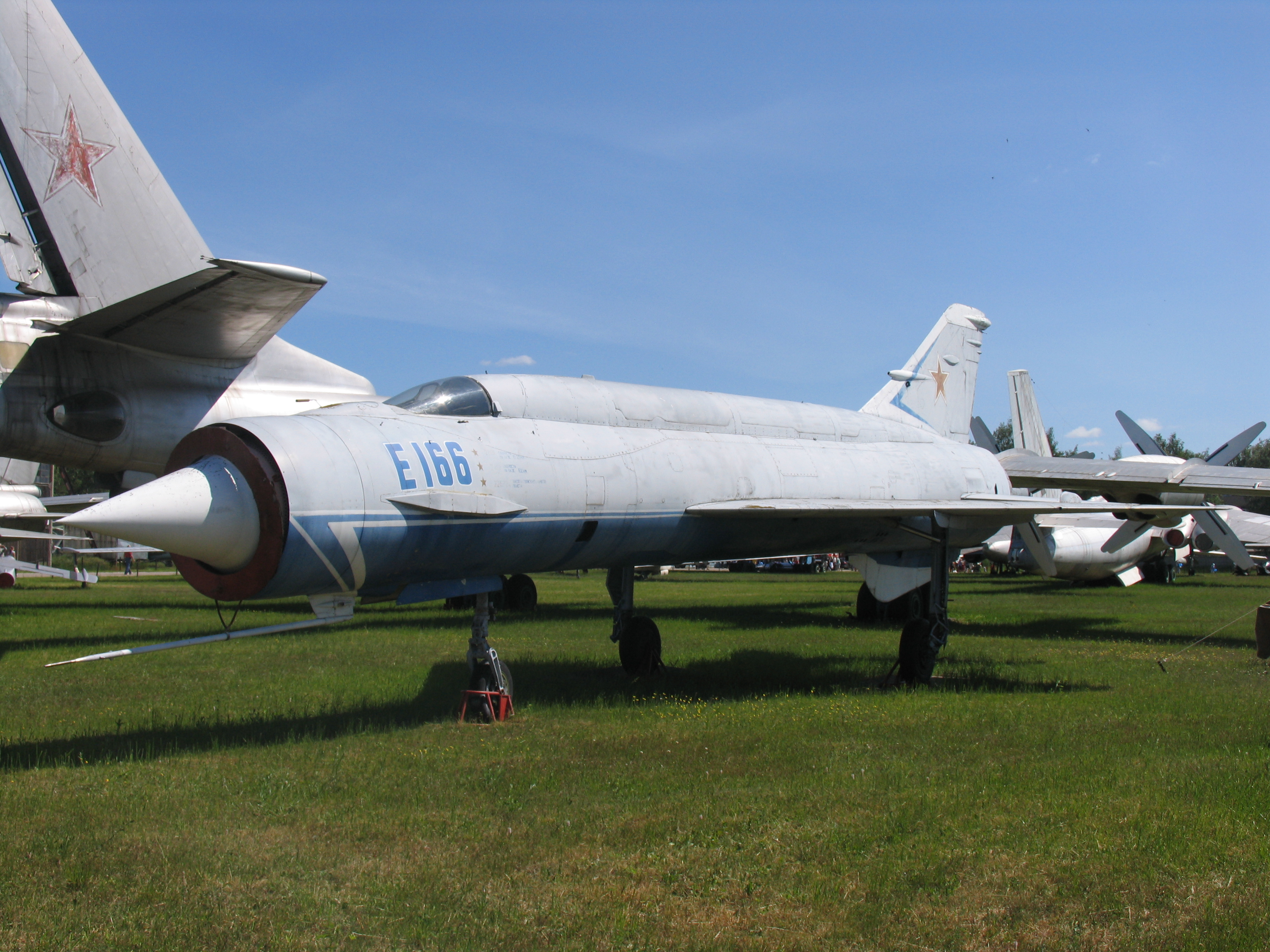
Е-152М (Е-166) — экспериментальный истребитель.
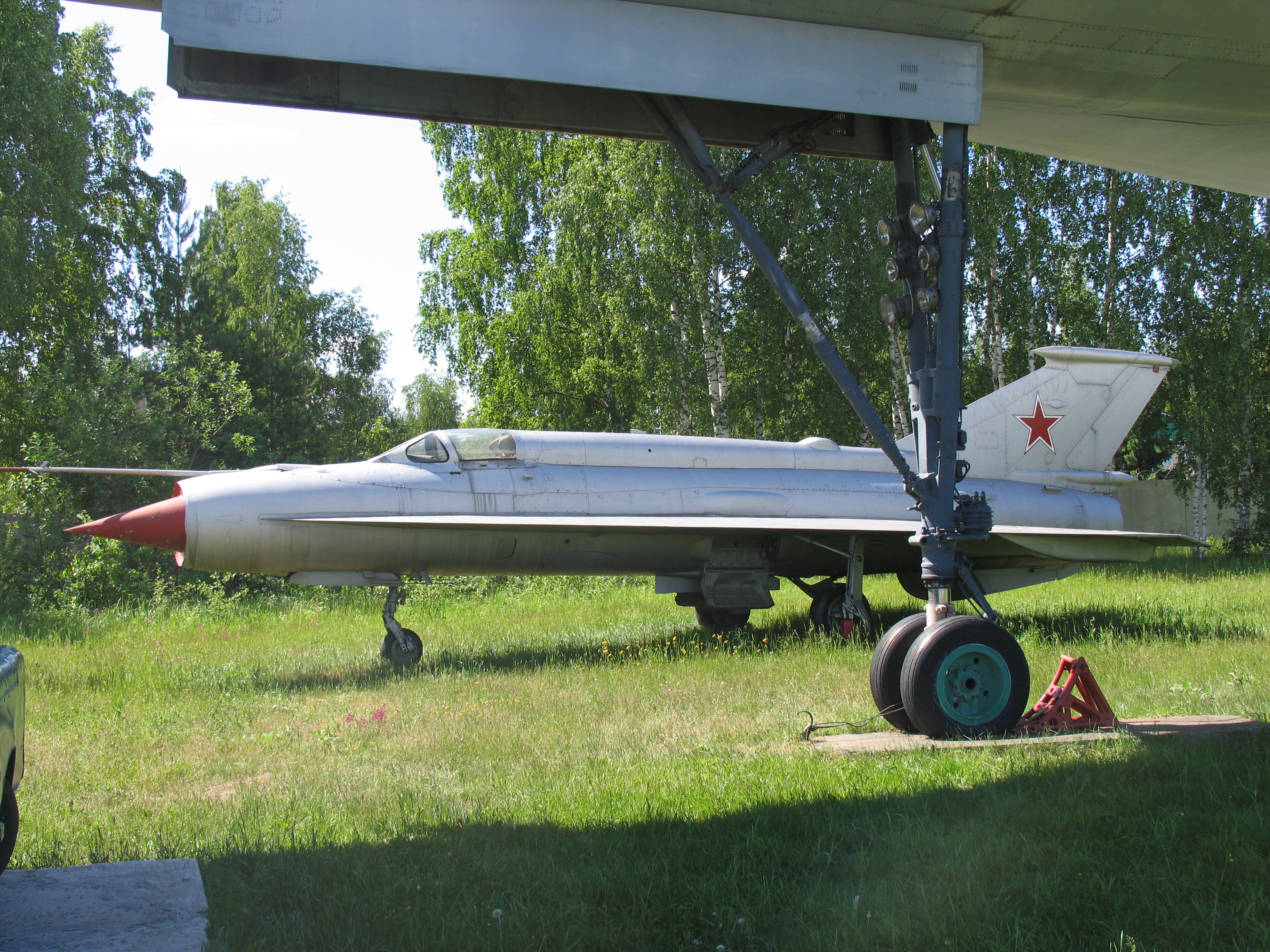
МиГ-21И — исследовательский самолёт.